# 森田成一
森田 成一（もりた まさかず、1972年10月21日 - ）は、日本の男性声優、俳優。東京都墨田区出身。ステイラック所属。
代表作に『BLEACH』（黒崎一護）、『TIGER & BUNNY』（バーナビー・ブルックスJr.）、『キングダム』（信）などがある。

## 来歴
幼稚園の時は人見知りで毎日泣いている子供で、友人は1人もいなかった。ある日、祖母が実家に来た帰りに幼稚園に寄り、幼稚園教諭から「今、おばあちゃんが来てるよ」と言われて会いに行き、その時祖母から「成一、後ろのみんなは成一のお友達かい？」と訊かれた。子供心ながらに「祖母を心配させちゃいけない」と思い、「うん、そうだよ」と言ってしまったが、「これは、おばあちゃんに言ったことを本当にしないとダメだ」と思い、その日から努力して少しずつ変えていった。その時に幼稚園教諭が、上級生に「休み時間に森田くんと遊んであげて」と話してくれて、遊ぶようになってから逆上がりができ、結果鉄棒が好きになり、段々と友人が増えていった。
また、当時は『仮面ライダー』が流行しており、帰りのバスが来るまで園庭で「仮面ライダーごっこ」をして遊んでいた。その時は仮面ライダーV3になりきり、雲梯の上に立ち変身のポーズをしていたところ、夕日がピンスポのように照らしており、それがヒーローを目指すきっかけとなった。
京華中学高等学校出身。高校時代に吹奏楽部に入ってマーチングバンドの指揮を担当したことがきっかけに、エンターテイメントの楽しさを知る。
NHKプロモーション所属で俳優として活動、映画監督・演出家の深町幸男のもとで勉強し、映画・舞台・ドラマなどに出演する。1999年発売のPlayStationソフト『ファイナルファンタジーVIII』ゼル・ディン役のモーションキャプチャが役者としてのデビュー作となる。
2001年にPS2ゲーム『ファイナルファンタジーX』（以下『FFX』）で主人公・ティーダのモーションアクターと同時に声を演じたことで、それ以後は声優としての活動を主としている。もともとティーダのモーションキャプチャ担当だったが、100人以上オーディションをしても声優が決まらなかったため、最終的に森田にもオーディションの声がかかり採用された。ティーダ役に決まった当初は「声だけだからなんとかなる」と思っていたが、実際は収録した自分の声を聞いて動きのない演技に愕然としたという。『FFX』の共演者である「石川英郎さん、中井和哉さん、神谷浩史さんにお会いしてなかったら、声の仕事を目指すことはなかったと思います」と述べている。声の演技の面白さと仕事に対する姿勢に尊敬を抱き、「この方たちのいる業界で仕事をしたい」「同じ事務所に入りたい」と思うようになる。2003年9月1日にフリーを経て、声優として初めての所属事務所である青二プロダクションに移籍した。
2004年10月にはテレビアニメ『BLEACH』で主人公・黒崎一護を演じた。2005年には『聖闘士星矢 冥王ハーデス冥界編』において古谷徹に代わり主人公・ペガサス星矢の声を担当することになった。オーディションで決まった際、森田は涙を流して喜んだという。また、『リングにかけろ1』の主人公・高嶺竜児の声も演じるなど、車田正美原作の作品に主人公役として2度抜擢された。
2007年には第1回声優アワードで新人賞 （男優部門）を受賞した。
2008年に伊藤健太郎主催の劇団K-Showの公演に客演し、舞台復帰した。2009年10月には初主演・初座長公演を果たした。
2012年にはRING BONESより歌手デビュー。
2013年にアナフィラキシーショックにより生死の境をさまよい、一時は危険な状態にあったことを自身のTwitterで告白した。アナフィラキシーショックと心筋梗塞と副作用で「3回死にそう」だったという。非常に危険な状態であったが、医師の尽力により回復した。
2020年12月31日、自身のTwitterにて17年間所属していた青二プロダクションを退社する旨を発表。2021年1月1日からフリーとして活動する。
4年間フリーで活動した後、2025年1月1日に自身のXアカウントにて、ステイラックに所属になったことを発表した。またフリーで活動していた4年間は森久保祥太郎が社長を務めるアドナインスから力添えを得ていたことを合わせて公表した。

## 人物
資格・免許は普通自動車免許、大型自動二輪車免許。
趣味は釣り、バイク、カメラ、読書。愛車は長年乗っているヤマハXV1600ロードスター。カメラはFUJIFILMX30。特技は剣道、空手、書道、殺陣。剣道と書道は二段。
方言は江戸弁。

## 出演
太字はメインキャラクター。

### テレビアニメ
2002年
- テニスの王子様（田代）

2004年
- アクアキッズ（ジーノ）
- 陰陽大戦記（2004年 - 2005年、吉川ヤクモ）
- 宇宙交響詩メーテル 銀河鉄道999外伝（オペレーターD、機械化兵①、男④）　
- 北へ。〜Diamond Dust Drops〜（ユウ）
- 機動戦士ガンダムSEED DESTINY（2004年 - 2005年、アウル・ニーダ）
- げんしけん（アレックス、朽木）
- ソニックX（ウインド・ミル、クリストファー "クリス" ソーンダイク〈18歳時〉）
- BLEACH（2004年 - 2012年、黒崎一護、白一護）
- BECK（兵藤）
- ボボボーボ・ボーボボ（隊員B）
- ゆめりあ（コアフェイドゥム、生徒A、レスラー少年、プールの男たち、肉屋さん、カメラ小僧）
- リングにかけろ1（2004年 - 2011年、高嶺竜児） - 4シリーズ
- ロックマンエグゼAXESS（城戸篤穂）
- ONE PIECE（2004年 - 、整備兵、海兵、マルコ）

2005年
- Xenosaga THE ANIMATION（ルイス・バージル）
- 名探偵コナン（2005年 - 2020年、福間良介、黒沢直介、大出房矢）
- MAJOR シリーズ（2005年 - 2010年、佐藤寿也、パーカー） - 5シリーズ

2006年
- 金色のコルダ シリーズ（2006年 - 2009年、火原和樹） - 2シリーズ
- マージナルプリンス〜月桂樹の王子達〜（アルフレッド・ヴィスコンティ）

2007年
- ゲゲゲの鬼太郎（第5作）（バルモンド）
- BACCANO! -バッカーノ!-（若い車掌 / クレア・スタンフィールド）

2008年
- ケロロ軍曹（元レンジ）
- デュエル・マスターズ クロス（2008年 - 2010年、バベル） - 2シリーズ

2009年
- 戦国BASARA（2009年 - 2014年、前田慶次） - 3シリーズ
- バトルスピリッツ 少年激覇ダン（ジン）
- 東のエデン（結城亮）
- ミラクル☆トレイン〜大江戸線へようこそ〜（両国逸巳）

2010年
- SDガンダム三国伝 Brave Battle Warriors（呂蒙ディジェ）
- 怪談レストラン（慎一）
- ポケットモンスター ベストウイッシュ（2010年 - 2013年、ポッド） - 2シリーズ

2011年
- さきいか君（冷や奴君）
- TIGER & BUNNY（バーナビー・ブルックスJr.）
- バクマン。（2011年 - 2013年、平丸一也） - 3シリーズ

2012年
- 機動戦士ガンダムAGE アセム編（ロディ・マッドーナ）
- キングダム（2012年 - 2024年、信） - 5シリーズ
- バトルスピリッツ 覇王（月島タスケ）

2013年
- ダイヤのA（2013年 - 2019年、丹波光一郎） - 3シリーズ
- 探検ドリランド -1000年の真宝-（キノコ騎士マシュー）
- 八犬伝―東方八犬異聞―（葉月）

2014年
- 暁のヨナ（2014年 - 2015年、キジャ〈白龍〉）
- 金色のコルダ Blue♪Sky（火積司郎、火原和樹）
- 神撃のバハムート シリーズ（2014年 - 2017年、アザゼル） - 2シリーズ
- 団地ともお（若手選手A）
- ワールドトリガー（2014年 - 2022年、三輪秀次） - 3シリーズ
- ONE PIECE “3D2Y” エースの死を越えて! ルフィ仲間との誓い（マルコ）

2015年
- アルスラーン戦記（2015年 - 2016年、ザンデ） - 2シリーズ
- うわばきクック（ペッティーニ）
- クレヨンしんちゃん（青年）
- 黒子のバスケ（灰崎祥吾）
- K RETURN OF KINGS（御芍神紫）
- 蒼穹のファフナー EXODUS（ビリー・モーガン）
- デス・パレード（立石洋介）
- ドラゴンボール超（2015年 - 2018年、ウイス、複製ベジータ、イル、クンシー、ラバンラ）
- ベイビーステップ（高木朔夜）
- みんな集まれ!ファルコム学園SC（レクター・アランドール）

2016年
- こちら葛飾区亀有公園前派出所 THE FINAL 両津勘吉 最後の日（誘拐犯部下）
- タイガーマスクW（2016年 - 2017年、オカダ・カズチカ）
- ビッグオーダー（星宮エイジ）
- Rewrite（2016年 - 2017年、天王寺瑚太朗） - 2シリーズ

2017年
- 戦刻ナイトブラッド（柴田勝家）

2018年
- デュエル・マスターズ（2017年版）（2018年 - 2022年、ゼーロ、The 塩ラー漢、サイコロプス、ももパパ、ゼーロジュニア 他） - 6シリーズ
- メジャーセカンド（2018年 - 2020年、佐藤寿也） - 2シリーズ
- 夢王国と眠れる100人の王子様（ロッソ）
- 学園BASARA（前田慶次）

2019年
- ゲゲゲの鬼太郎（第6作）（俊）
- 聖闘士星矢 セインティア翔（天馬星座の星矢）
- 文豪ストレイドッグス（桂正作）
- ブラッククローバー（2019年 - 2021年、ライア〈2代目〉）

2021年
- SHAMAN KING（2021年 - 2022年、喪助）
- かぎなど（2021年 - 2022年、天王寺瑚太朗） - 2シリーズ

2022年
- 殺し愛（ニッカ）
- もっと!まじめにふまじめ かいけつゾロリ（ジャシン）
- BLEACH 千年血戦篇（2022年 - 2024年、黒崎一護） - 3シリーズ

2023年
- The Legend of Heroes 閃の軌跡 Northern War（レクター・アランドール）

2024年
- 出来損ないと呼ばれた元英雄は、実家から追放されたので好き勝手に生きることにした（エドワード）
- デリコズ・ナーサリー（ダリ・デリコ）

2025年
- 戦隊大失格（西木正志）

### 劇場アニメ
2006年
- 劇場版BLEACH MEMORIES OF NOBODY（黒崎一護）

2007年
- 劇場版BLEACH The DiamondDust Rebellion もう一つの氷輪丸（黒崎一護）

2008年
- 劇場版BLEACH Fade to Black 君の名を呼ぶ（黒崎一護）

2009年
- 東のエデン（2009年 - 2010年、結城亮） - 2作品

2010年
- 劇場版BLEACH 地獄篇（黒崎一護）

2011年
- 劇場版 戦国BASARA -The Last Party-（前田慶次）

2012年
- 劇場版 TIGER & BUNNY -The Beginning-（バーナビー・ブルックスJr.）

2013年
- SHORT PEACE 『火要鎮』（松吉）
- ドラゴンボールZ 神と神（ウイス）

2014年
- 劇場版 K MISSING KINGS / K SEVEN STORIES Episode3 SIDE:GREEN 〜上書き世界〜（2014年 - 2018年、御芍神紫） - 2作品
- 劇場版 TIGER & BUNNY -The Rising-（2014年、バーナビー・ブルックスJr.）

2015年
- ドラゴンボールZ 復活の「F」（ウイス）

2018年
- ドラゴンボール超 ブロリー（ウイス）

2022年
- ドラゴンボール超 スーパーヒーロー（ウイス）

2023年
- 劇場版 Collar×Malice -deep cover-（柳愛時） - 前後編

### OVA
2003年
- 機動新撰組 萌えよ剣（巡査A）

2004年
- インタールード（相沢尚也）
- 王ドロボウJING in Seventh Heaven（機関士）
- くじびきアンバランス（アレックス）
- BLEACH memories in the rain（黒崎一護）

2005年
- アドニス（マックス・フレイ）
- BLEACH The Sealed Sword Frenzy（黒崎一護）
- 撲殺天使ドクロちゃん（山崎先生）
- FINAL FANTASY VII ADVENT CHILDREN - ※モーションアクターのみ

2006年
- 聖闘士星矢 冥王ハーデス冥界編 前章（ペガサス星矢）

2007年
- スウィートジャンクションSPECIAL-DVD「FOOLISH3-SANBAKATAISHOW-」
- 聖闘士星矢 冥王ハーデス冥界編 後章（ペガサス星矢）
- 撲殺天使ドクロちゃん2（山崎先生、著名人B）

2008年
- KITE LIBERATOR（我賀倫）
- 聖闘士星矢 冥王ハーデスエリシオン編（ペガサス星矢）
- ドラゴンボール オッス!帰ってきた孫悟空と仲間たち!!（ターブル）
- BLEACH カラブリ! 護廷十三屋台大作戦!（黒崎一護）

2010年
- メジャー -メッセージ-（佐藤寿也）※コミックス第78巻DVD付き初回限定版

2011年
- SUPERNATURAL: THE ANIMATION（チャーリー）
- MAJOR ワールドシリーズ編 夢の瞬間へ（佐藤寿也）※ワールドシリーズ総集編上・下巻DVD付き初回限定版

2012年
- MAJOR ワールドシリーズ編 夢の瞬間へ （完全版）+メッセージ（佐藤寿也）

2015年
- 暁のヨナ 「その背には」（キジャ〈白龍〉）※コミックス第19巻DVD付き完全受注限定版
- ビッグオーダー（星宮エイジ）※コミックス第8巻オリジナルアニメBD付き完全受注限定版

2016年
- 暁のヨナ 「はじまりの龍」（キジャ〈白龍〉、グエン〈初代白龍〉）※コミックス第21巻DVD付き完全受注限定版
- 暁のヨナ 「あかい星が昇る」「今日はおやすみ」（キジャ〈白龍〉）※コミックス第22巻DVD付き完全受注限定版

2017年
- 文豪ストレイドッグス 「独り歩む」（桂正作）※コミックス第13巻オリジナルアニメBD付き完全受注限定版

### Webアニメ
- メガトン級ムサシ パイロットフィルム（2016年、一大寺大和[103]）
- スーパードラゴンボールヒーローズ プロモーションアニメ（2018年 - 2020年、ウイス）
- 聖闘士星矢: Knights of the Zodiac（2019年 - 2023年、ペガサス星矢[104][105][106]） - 2シリーズ[一覧 21]
- Pokémon Evolutions（2021年、クロツグ）
- TIGER & BUNNY 2（2022年、バーナビー・ブルックス Jr.[107]）

### ゲーム
1999年
- ファイナルファンタジーVIII（ゼル・ディン、シド・クレイマー） - モーションアクターのみ担当

2001年
- ファイナルファンタジーX（ティーダ） - モーションアクターも担当

2002年
- キングダム ハーツ（ティーダ）

2003年
- 金色のコルダ（火原和樹）
- ファイナルファンタジーX-2（ティーダ、シューイン、ギップル、アニキ） - モーションアクターも担当

2004年
- 機動戦士ガンダムSEED DESTINY（アウル・ニーダ）
- 決戦III（森蘭丸、上杉景勝）
- サモンナイト クラフトソード物語2（オルカ、レキ）
- テニスの王子様 RUSH & DREAM!（田代）
- 幕末恋華 新選組（近藤勇）
- ボボボーボ・ボーボボ 爆闘ハジケ大戦（ハレクラニ）
- Memories Off 〜それから〜（ジイヤ）

2005年
- エウレカセブン TR1:NEW WAVE（スティーブン・ビッスン）
- 機動戦士ガンダムSEED 連合vs.Z.A.F.T.（アウル・ニーダ）
- 真・三國無双4（龐徳） - モーションアクターも担当
- 真・三國無双4 猛将伝（龐徳）
- 真・三國無双4 Special（龐徳）
- SCAR-RED 天の狼 地の疾風（牙）
- 天外魔境III NAMIDA（天草四郎）
- BLEACH シリーズ（黒崎一護）
  - ヒート・ザ・ソウル - 7作品
  - 選ばれし魂
  - アドバンス 紅に染まる尸魂界
  - GC 黄昏にまみえる死神

- ボボボーボ・ボーボボ 脱出!!ハジケ・ロワイヤル（ハレクラニ）
- マージナルプリンス〜月桂樹の王子達〜（アルフレッド・ヴィスコンティ）
- 水の旋律（加々良愁一）
- Yo-Jin-Bo〜運命のフロイデ（不知火用三郎）

2006年
- エウレカセブン NEW VISION（スティーブン・ビッスン）
- ACE COMBAT ZERO THE BELKAN WAR（パトリック・ジェームズ・ベケット）
- SDガンダム GGENERATION シリーズ（2006年 - 2025年、アウル・ニーダ） - 7作品
- 機動戦士ガンダムSEED DESTINY 連合vs.Z.A.F.T.II（アウル・ニーダ）
- 真・三國無双4 Empires（龐徳）
- 戦国BASARA2（前田慶次）
- ときめきメモリアル Girl's Side 2nd Kiss（佐伯瑛）
- ぷよぷよ シリーズ（2006年 - 2020年、シェゾ） - 7作品
- BLEACH シリーズ（黒崎一護）
  - ヒート・ザ・ソウル3
  - 放たれし野望
  - レイド・バトラーズ
  - DS 蒼天に駆ける運命
  - Wii 白刃きらめく輪舞曲

- 水の旋律2 〜緋の記憶〜（加々良愁一）
- Memories Off 〜それから again〜（ジイヤ）
- Riviera 〜約束の地リヴィエラ〜（レダ）

2007年
- オレンジハニー〜僕はキミに恋してる〜（辻圭太）
- 金色のコルダ2（火原和樹）
- 金色のコルダ2 アンコール（火原和樹）
- 真・三國無双Online（龐徳）
- スーパーロボット大戦Scramble Commander the 2nd（アウル・ニーダ）
- 戦国BASARA2 英雄外伝（前田慶次）
- 聖闘士星矢 冥王ハーデス十二宮編（ペガサス星矢）
- ときめきメモリアル Girl's Side 2nd Kiss タイピング（佐伯瑛）
- BLEACH シリーズ（黒崎一護）
  - ヒート・ザ・ソウル4
  - ブレイド・バトラーズ2nd
  - DS 2nd 黒衣ひらめく鎮魂歌

- 無双OROCHI（龐徳）
- Riviera 〜約束の地リヴィエラ〜 SPECIAL EDITION（レダ）

2008年
- 赤い糸 DS（高橋陸〈たかチャン〉）
- スーパーロボット大戦Z（アウル・ニーダ）
- 戦国BASARA X（前田慶次）
- ときめきメモリアル Girl's Side 2nd Season（佐伯瑛）
- ディシディア ファイナルファンタジー（ティーダ）
- BLEACH シリーズ（黒崎一護）
  - ヒート・ザ・ソウル5
  - ソウル・カーニバル
  - The 3rd Phantom
  - バーサス・クルセイド

- 無双OROCHI 魔王再臨（龐徳）
- メジャーWii 投げろ!ジャイロボール（佐藤寿也）
- メジャーWii パーフェクトクローザー（佐藤寿也）

2009年
- 赤い糸 destiny DS（高橋陸〈たかチャン〉）
- 金色のコルダ2 f（火原和樹）
- 金色のコルダ2 f アンコール（火原和樹）
- SIGNAL（宝條院ノォーン倭）
- 戦国BASARA バトルヒーローズ（前田慶次）
- ディシディア ファイナルファンタジー ユニバーサルチューニング（ティーダ〈日本語戦闘ボイス〉）
- BLEACH シリーズ（黒崎一護）
  - ヒート・ザ・ソウル6
  - ソウル・カーニバル2
  - DS 4th フレイム・ブリンガー

- 無双OROCHI Z（龐徳）

2010年
- 金色のコルダ3（火積司郎、火原和樹）
- キングダム ハーツ Re:コーデッド（ティーダ）
- 戦国BASARA3（前田慶次）
- 堕天使の甘い誘惑×快感フレーズ（永井良彦）
- デッドストームパイレーツ（2010年 - 2014年、エリック・モーガン） - 2作品
- ドラゴンボールヒーローズ（2010年 - 2019年、ウイス、ターブル、ヒーローアバター〈男サイヤ人・バーサーカータイプ〉） - 6作品
- ドラゴンボール レイジングブラスト2（ターブル）
- BLEACH 〜ヒート・ザ・ソウル7〜（黒崎一護）
- Le Ciel Bleu 〜ル・シエル・ブルー〜（ライナス）
- ONE PIECE ギガントバトル!（マルコ）
- ONE PIECE ワンピーベリーマッチW（マルコ）

2011年
- アンチェインブレイズ レクス（ファング）
- 英雄伝説 碧の軌跡（レクター・アランドール）
- 死神と少女（ヴィルヘルム・猫田）
- 真・三國無双6 猛将伝（龐徳）
- 真・三國無双 NEXT（龐徳）
- 聖闘士星矢戦記（ペガサス星矢）
- 戦国BASARA CHRONICLE HEROS（前田慶次）
- 戦国BASARA3 宴（前田慶次）
- ディシディア デュオデシム ファイナルファンタジー（ティーダ）
- ドラゴンボール アルティメットブラスト（ヒーローアバター）
- バクマン。 マンガ家への道（平丸一也）
- BLEACH ソウル・イグニッション（黒崎一護）
- 無双OROCHI 2（龐徳）
- Rewrite（天王寺瑚太朗）
- ONE PIECE アンリミテッドクルーズ SP（マルコ）
- ONE PIECE ギガントバトル! 2 新世界（マルコ）

2012年
- 英雄伝説 零の軌跡 Evolution（レクター・アランドール）
- 機動戦士ガンダムAGE ユニバースアクセル / コズミックドライブ（オリジナルアバター）
- キングダム 激突パズル無双（信）
- 恋は校則に縛られない!（石原良雲）
- 真・三國無双6 Empires（龐徳）
- 聖闘士星矢 ギャラクシーカードバトル（ペガサス星矢）
- TIGER & BUNNY オンエアジャック!（バーナビー・ブルックスJr.）
- TIGER & BUNNY ロードオブヒーロー（バーナビー・ブルックスJr.）
- 24時の鐘とシンデレラ〜Halloween Wedding〜（ダミアン）
- バクダン★ハンダン（芽御師航大）
- 幕末志士の恋愛事情 iOS版（高杉晋作）
- BLEACH ソウルマスターズ（黒崎一護）
- Rewrite Harvest festa!（天王寺瑚太朗）

2013年
- 機動戦士ガンダム エクストリームバーサス（2013年 - 2016年、アウル・ニーダ） - 3作品
- 金色のコルダ3 フルボイス Special（火積司郎）
- キングダム - 春秋戦国大戦 -（信）
- しらつゆの怪（中町伸）
- 真・三國無双7（龐徳）
- 真・三國無双7 猛将伝（龐徳）
- 聖闘士星矢 ブレイブ・ソルジャーズ（ペガサス星矢）
- TIGER & BUNNY 〜HERO'S DAY〜（バーナビー・ブルックスJr.）
- ファイナルファンタジーX/X-2 HD Remaster（ティーダ）
- ぷよぷよ!!クエスト（2013年 - 2022年、シェゾ、黒崎一護、天馬星座の星矢、バーナビー）
- 無双OROCHI 2 Ultimate（龐徳）
- ワンピース 海賊無双 シリーズ（2013年 - 2020年、マルコ） - 3作品

2014年
- 英雄伝説 碧の軌跡 Evolution（レクター・アランドール）
- 英雄伝説 閃の軌跡 II（レクター・アランドール）
- CV 〜キャスティングボイス〜（久保園敦史）※DLC追加キャラクター
- 金色のコルダ3 AnotherSky feat.天音学園（火積司郎）
- 金色のコルダ3 AnotherSky feat.至誠館（火積司郎、火原和樹）
- 金色のコルダ3 AnotherSky feat.神南（火積司郎）
- クロスサマナー -CROSS SUMMONER-（主人公）
- 3594e -三国志英歌-（劉備）
- 十三支演義 〜偃月三国伝2〜（周瑜）
- ジェイスターズ ビクトリーバーサス（星矢、黒崎一護）
- 真・三國無双7 Empires（龐徳）
- 戦国BASARA4（前田慶次）
- テイルズ オブ リンク（シーザ）
- ドラゴンボールZ BATTLE OF Z（ウイス）
- 封印勇者!マイン島と空の迷宮
- BLEACH 卍解バトル（黒崎一護）
- BLEACH 〜死神決戦編〜（黒崎一護）
- ONE PIECE 超グランドバトル! X（マルコ）
- ONE PIECE ワンピースキングス（マルコ）

2015年
- アルスラーン戦記×無双（ザンデ）
- キングダム -英雄の系譜-（信）
- 十三支演義 〜偃月三国伝1・2〜（周瑜）
- 神撃のバハムート（アザゼル）
- 聖闘士星矢 ソルジャーズ・ソウル（天馬星座 星矢）
- 戦国BASARA4 皇（前田慶次）
- ディシディア ファイナルファンタジー（ティーダ）
- ドラゴンボール ゼノバース（ウイス）
- ドラゴンボールZ 超究極武闘伝（ウイス）
- BLEACH Brave Souls（2015年 - 2023年、黒崎一護）
- メビウス ファイナルファンタジー（ブリッツボール） - DLC追加キャラクター
- ワールド エンド エクリプス（バージル）
- ワールドトリガー ボーダレスミッション（三輪秀次）
- ONE PIECE トレジャークルーズ（不死鳥マルコ）

2016年
- 英雄伝説 空の軌跡 the 3rd Evolution（レクター・アランドール）
- ELCHRONICA（アーロン）
- Collar×Malice（柳愛時）
- 金色のコルダ4（火積司郎）
- キングダム セブンフラッグス（信）
- グランブルーファンタジー（2016年 - 2024年、ミュオン、アザゼル）
- 三国志大戦（第2期）（2016年 - 2021年、夏侯惇、曹彰、朱霊、関興、孫堅、徐盛、閻行、公孫瓚、荀攸、徐栄、胡車児、夏侯惇、顔良、関興、曹叡、徐盛、孫楚、沈瑩）
- Shadowverse（2016年 - 2021年、アザゼル、エルフバード、レオニダス、アーティファクトリメイカー）
- 数乱digit（玖折巡）
- 聖闘士星矢 ゾディアックブレイブ（2016年 - 2022年、ペガサス星矢）
- 戦国BASARA 真田幸村伝（前田慶次）
- 天下統一恋の乱LoveBallad（2016年 - 2022年、石田三成）
- ドラゴンボール ゼノバース2（ウイス）
- ドラゴンボール ZENKAIバトルロイヤル（ウイス）
- ドラゴンボールフュージョンズ（ウイス）
- 文豪とアルケミスト（2016年 - 2022年、高村光太郎）
- 夢王国と眠れる100人の王子様（2016年 - 2023年、ロッソ）
- 嫁コレ（火積司郎）
- Rewrite＋（天王寺瑚太朗）
- ワールド オブ ファイナルファンタジー（ティーダ）
- ワールドトリガー スマッシュボーダーズ（三輪秀次）
- ONE PIECE バーニングブラッド（マルコ）

2017年
- Rewrite IgnisMemoria（天王寺瑚太朗）
- ディシディア ファイナルファンタジー オペラオムニア（ティーダ）
- 戦刻ナイトブラッド（柴田勝家）
- シャドウストーン（浄魔の狩人デズモンド）
- BLEACH PARADISE LOST（黒崎一護）
- 英雄伝説 閃の軌跡 III（レクター・アランドール）
- いただきストリート ドラゴンクエスト&ファイナルファンタジー 30th ANNIVERSARY（ティーダ）
- メビウス ファイナルファンタジー（ティーダ）
- 金色のコルダ2 ff（火原和樹）

2018年
- ディシディア ファイナルファンタジー NT（ティーダ）
- ドラゴンボール ファイターズ（ウイス）
- 真・三國無双8（龐徳）
- キングダム 乱 -天下統一への道-（信）
- Collar×Malice -Unlimited-（柳愛時）
- 無双OROCHI 3（龐徳）
- 英雄伝説 閃の軌跡 IV -THE END OF SAGA-（レクター・アランドール）
- 片恋いコントラスト -way of parting- 第二巻 後輩×主人公×先輩（桐阪保）
- 仮面ライダーバトル ガンバライジング（2018年 - 2023年、ゴルドドライブ）
- ゲシュタルト・オーディン（天王寺瑚太朗）
- 夢間集（ヨウ）
- 伝説対決 -Arena of Valor-（アーサー）

2019年
- 金色のコルダ オクターヴ（火原和樹、火積司郎）
- JUMP FORCE（星矢、黒崎一護）
- EVE rebirth terror（市種悠馬）
- モンスターストライク（2019年 - 2023年、黒崎一護、ティーダ、バーナビー、信）
- 戦刻ナイトブラッド 光盟（柴田勝家）
- 戦国BASARA バトルパーティー（前田慶次）
- 逆転オセロニア（ロビンフッド、黒崎一護）
- 英雄伝説 暁の軌跡（2019年 - 2023年、レクター・アランドール）
- 共闘ことばRPG コトダマン（2019年 - 2022年、シェゾ、バーナビー）
- 妖怪ウォッチ ぷにぷに（ティーダ）
- 錬神のアストラル（南雲士郎）
- 無双OROCHI 3 Ultimate（龐徳）

2020年
- Epic Seven -エピックセブン-（焼尽のディンゴ）
- 聖闘士星矢 シャイニングソルジャーズ（ペガサス星矢）
- Collar×Malice for Nintendo Switch（柳愛時）
- World Flipper -ワールドフリッパー-（竜の守人 リムニス）
- ドラゴンボールZ カカロット（ウイス） - DLC追加キャラクター
- 陰陽師本格幻想RPG（黒崎一護）
- ドラガリアロスト（2020年 - 2022年、アザゼル、マルカ）
- 英雄伝説 創の軌跡（レクター・アランドール）
- Collar×Malice -Unlimited- for iOS＆Android（柳愛時）　
- 聖闘士星矢 ライジングコスモ（2020年 - 2021年、天馬星座 星矢）
- BLEACH Soul Rising（2020年 - 2021年、黒崎一護）

2021年
- 金色のコルダ スターライトオーケストラ（2021年 - 2023年、竜崎疾風、火原和樹）
- キングダム DASH!!（2021年 - 2023年、信）
- 白猫プロジェクト（黒崎一護）
- ガールフレンド（仮）（悪兄貴）
- 戦姫絶唱シンフォギアXD UNLIMITED（ペガサス星矢）
- 幕末恋華 新選組 尽忠報国の士（近藤勇）
- ヴァルキリーコネクト（黒崎一護）
- 原神（2021年 - 2023年、トーマ）
- 貞子M 未解決事件探偵事務所（栢原隆一）
- テイルズ オブ ザ レイズ（バーナビー・ブルックスJr.）
- 真・三國無双8 Empires（龐徳）

2022年
- セガNET麻雀 MJ（シェゾ）
- 英傑大戦 三千世界の波動（信）
- パズル&ドラゴンズ（信、マルコ）
- ゼノブレイド3（ボレアリス）
- 十三支演義 偃月三国伝1・2 for Nintendo Switch（周瑜）
- 始皇帝の道へ　七雄の争い（張儀、扁鵲、鬼谷子）

2023年
- 仮面ライダーバトル ガンバレジェンズ（ゴルドドライブ）
- スーパーロボット大戦DD（アウル・ニーダ）
- 英雄伝説 閃の軌跡：Northern War（レクター・アランドール）

2024年
- ドラゴンボール Sparking! ZERO（ウイス）
- レゾナンス:無限号列車（ハインリッヒ）

2025年
- BLEACH Rebirth of Souls（黒崎一護、白一護、死神代行戦闘許可証）

### ドラマCD
- 暁のヨナ シリーズ（キジャ〈白龍〉）
  - 暁のヨナ ※コミックス第9・15[241] 巻初回限定版
  - 暁のヨナ「緑龍編-ジェハ、登場-」 ※『花とゆめ』2013年18号付録[242]
  - 暁のヨナ「緑龍編-ジェハ、闘う-」 ※『花とゆめ』2013年20号付録[242]
  - 暁のヨナ 〜青くなる森〜（キジャ〈白龍〉、グエン〈初代白龍〉）※『花とゆめ』2015年20号付録[243]
  - 暁のヨナ「めぐりめぐって」「小さな贈り物」※『花とゆめ』2016年18号付録
  - 暁のヨナ 斉国編 1 「寄せ集めの砦」[244] ※『花とゆめ』2017年度18号付録
  - 暁のヨナ 斉国編 2 「君のもとへ」[244] ※『花とゆめ』2017年度19号付録
  - 暁のヨナ 「夢みたものは」「お大事に」 ※『花とゆめ』2018年度2号付録
  - 暁のヨナ 「大事なものはひとつじゃないけど」「お大事に 3」[245] ※『花とゆめ』2018年度18号付録
- 異界繁盛記 ひよこや商店（雛皐月）
  - 異界繁盛記 ひよこや商店 第二巻
- 英雄伝説 空の軌跡 クローゼ物語 〜翼、羽ばたく刻〜（レクター・アランドール）
  - 英雄伝説 空の軌跡 オリビエ物語 〜未完成の叙事詩〜
- 乙女執事 シリーズ（水月潤）
  - 腐女子執事×乙女執事2 ドキドキバレンタイン
  - 乙女執事 〜乙女執事が乙女専用CDを作ってみた〜
- オトメのミカタ 1（水月潤）
- 俺にする？ 僕にする？ シリーズ（立花雅也）
  - 俺にする？ 僕にする？ 2 〜出張先で究極の選択!?〜
  - 俺に決めた！ 弘暁の覚悟。
  - 僕に決めた！ 雅也のスタイル。
- オレンジハニー シリーズ（辻圭太）
  - オレンジハニー 〜きみの好きまであと少し〜
  - ボクキミ☆I LOVE YOU!!
  - Graduation 〜 サヨナラ大好きなキミ
  - オレンジハニー 無器用な僕らとイタズラな雨
- ドラマCD 終わりのクロニクル（人狼）
- 陰陽大戦記 スペシャルサウンドトラック2 龍の巻（吉川ヤクモ）
- ドラマCD ドライブサーガ 仮面ライダーマッハ 夢想伝（ゴルドドライブ[246]）
- Collar×Malice シリーズ（柳愛時）
  - 限定版特典CD 「初めての男子会」
  - 予約特典CD 「HAPPY BIRTHDAY DEAR……」
  - 店舗特典CD1 「美女と野獣たち」
  - 店舗特典CD2 「灰かぶりの白石姫」
  - Collar×Malice ドラマCD 〜怪盗アドニスからの挑戦状〜
  - Collar×Malice Character CD vol.1 柳 愛時（CV.森田成一）[247]
  - 初回生産限定盤全巻購入特典 ドラマCD 「崖っぷちアイドル伝説 〜五人の軌跡〜」[247]
  - Collar×Malice ドラマCD 〜青春のカラマリ高等学校〜
  - Collar×Malice ドラマCD 〜オレがアイツでこいつが猫で〜
  - Collar×Malice ドラマCD 〜笹塚尊 誘拐事件〜 [248]
- 機工魔術士-enchanter- 前編・後編（叶晴彦）
- 機動戦士ガンダムSEED DESTINY SUIT CD Vol.7 アウル×スティング（アウル・ニーダ）
- 金色のコルダ シリーズ（火原和樹）
  - 金色のコルダ 〜微風のスケルツォ〜
  - 金色のコルダ 〜木漏れ日のソナタ〜
  - 金色のコルダ 〜目覚めのカノン〜
  - 金色のコルダ 〜気まぐれのフーガ〜
  - 遙か＆コルダ ドキ☆ドキ ドラマCD ※『LaLa』 2005年4月号付録
  - 金色のコルダ 〜divertimento〜
  - 金色のコルダ ハートビート★ドラマCD ※『LaLa』応募者全員プレゼントCD
  - 金色のコルダ 〜primo passo〜 キャラクターコレクション0 -前奏曲-
  - 遙か＆コルダ ドラマティック☆CD ※『LaLa』 2006年4月号付録
  - 金色のコルダ 〜primo passo〜 キャラクターコレクション1 -火原編-
  - 金色のコルダ 〜primo passo〜 キャラクターコレクション3 -土浦編-
  - 金色のコルダ 〜primo passo〜 キャラクターコレクション5 -柚木編-
  - 金色のコルダ 〜primo passo〜 キャラクターコレクション7 -カーテンコール-
  - 金色のコルダ 〜primo passo〜 クラシック・コレクション -第1セレクション編-
  - 金色のコルダ2 〜絹雲のレガート〜
  - 金色のコルダ2 〜水面のスタッカート〜
  - 金色のコルダ2 〜碧のさざなみ〜
  - 金色のコルダ2 〜gloria〜
  - 金色のコルダ2 〜tutti〜
  - 金色のコルダ2 〜青空トーン〜
  - 金色のコルダ 〜secondo passo〜 SWEET&JOY<♭>
  - 金色のコルダ 〜secondo passo〜 Tears
  - 金色のコルダ2 f アンコール 〜graduation〜
  - 100万人の金色のコルダ 〜放課後のD.C.〜
  - 100万人の金色のコルダ 〜Precious Present〜
  - 金色のコルダ 10th Anniversary CD (2) 火原和樹&柚木梓馬&王崎信武
  - 金色のコルダ プロジェクトff (1) 火原・柚木・金澤
  - 金色のコルダ プロジェクトff 〜紅（あか）のヴィルトゥオーソ〜
  - ネオロマンス・フェスタ 金色のコルダ 星奏学院祭６ 〜forever forever〜 ※イベント限定CD
  - バラエティCD 金色のコルダ　スペシャル　3B with Kanayan　”MISSION：B×B×B　DECADE”
  - 金色のコルダ　15th Anniversary CD　学内音楽コンクール“衛藤編”①
  - 金色のコルダ オクターブ 『OCTAVE〜奇跡の鐘を鳴らそう〜』＆『SONGS』
  - CDドラマコレクションズ「金色のコルダ 大学生編」第1巻[249]
- 金色のコルダ3・4 シリーズ（火積司郎）
  - プロローグCD 金色のコルダ3 〜はじまりの夏〜
  - 金色のコルダ3 SS II 〜至誠館〜
  - バラエティCD 金色のコルダ3 〜恋慕の歓喜〜
  - バラエティCD 金色のコルダ3 AnotherSky feat. 至誠館
  - 金色のコルダ Blue♪Sky focus on 至誠館高校
  - 金色のコルダ3 〜Every Sky〜
  - バラエティCD 金色のコルダ4 〜JOYFUL〜
  - バラエティCD 金色のコルダ4 〜JOYFUL2〜
  - バラエティCD 金色のコルダ4 〜VOICEFUL〜
- 金色のコルダ スターライトオーケストラ ① Start Up 〜星奏学院〜（竜崎疾風）
- 黒子のバスケ SPECIAL CD feat.虹村修造（灰崎祥吾）
- K RETURN OF KINGS シリーズ（御芍神紫）
  - K DRAMA CD RETURN OF KINGS PRELUDE - RED&GREEN -
  - K RETURN OF KINGS ロトCD #3、#5、#6
  - 【K】webラジオKRGo!!ドラマCD SIDE:GREEN
  - Episode 6 「Cirlcle Vision 〜Nameless Song〜」アイドルK〈Kiss!Kiss!Kiss!〉※CD付全国特別共通鑑賞券
- ドラマCD 恋人はキャプテン（風間大翔）
- されど月に手は届かず 魍魎の都（橘則光）
- サムライドライブ シリーズ（相馬主計）
  - サムライドライブ 零之回 ※月刊Asuka 2012年1月号付録
  - サムライドライブ 餃子之回 ※月刊Asuka 2012年10月号付録
- 地獄堂霊界通信（牧原宗士）※コミックス第6巻ドラマCD付き特装版[250]
- ドラマCD「死と彼女とぼく」（ウザトカゲ）
- しにがみのバラッド。 momo the girl god of death "cinema" the drama disk（原上セイゴ）
- 灼眼のシャナ ドラマディスク（坂井悠二）
- シューピアリア ドラマCD（ラクシュリ）
- 十三支演義 〜偃月三国伝〜 シリーズ（周瑜）
  - 十三支演義 〜偃月三国伝2〜 関羽争奪戦「魅惑対誘惑」
  - 十三支演義 〜偃月三国伝2〜 関羽争奪戦「冷徹S対意地悪S」
  - 十三支演義 〜偃月三国伝2〜「猫族名菓祭」
  - 十三支演義 〜偃月三国伝2〜「桃園恋綴り 周瑜・孫権編 〜おでかけの巻〜」
  - 十三支演義 〜偃月三国伝1・2〜「出張・三国広報部『女性の口説き方講座』」（周瑜）
- シュバルツ・ヘルツ -黒い心臓-（神楽崎卓）
- しらつゆの怪 ドラマCD 〜露の葉〜（中町伸[251]）
- 真・三國無双6 烈星・衝天煌舞（龐徳）
- Switch Vol.3 mp編（武井光基）
- SCAR-RED 紅蓮炎触（牙）
- スクミュ!! SchoolMusical シリーズ（遠藤束紗）
  - 第一弾 ときめき仮入部 Act.1
  - 第二弾 どきどき仮入部 Act.2
  - 第三弾 きらきら仮入部 Act.3
- S・A ドラマCD版（狩野宙）
- S.S.D.S. CDドラマ 愛の解体新書外伝 愛のSAMURAI doctor（弓岡蔵人）
- スペシャルドラマCD 聖闘士星矢 黄金十二宮編 前編・後編（ペガサス星矢）
- 戦国BASARA シリーズ（前田慶次）
  - 戦国BASARA2 〜百花繚乱！小田原の役〜ドラマCD
  - 戦国BASARA2 〜邂逅！瀬戸内の戦い！〜ドラマCD
  - 戦国BASARA X ボイスかるた※初回限定版特典
  - ドラマCD TVアニメ「戦国BASARA」第1巻
  - ドラマCD 戦国BASARA MINI DRAMA BEST!!
  - ドラマ寄席CD 戦国BASARA第三弾 - 千利休 -[252]
- TIGER & BUNNY シリーズ Blu-ray 限定版特典CD（バーナビー・ブルックスJr.）
  - オーディオドラマ#1 - 3・6・8・9
  - オーディオドラマ「もしもヒーローが家族だったら 第一話 我が家にペットがやってきた」
  - オーディオドラマ「もしもヒーローが家族だったら 第二話 恐怖の隣人」
- di［e］ce-ダイス- 〜タイムリミット〜（神崎七緒十）
- ダイヤのA キャラクターソングシリーズ VOL.7 結城哲也「BILLION SWINGS」（丹波光一郎）※ドラマトラックに出演
- ドラマCD 長州ファイブ 上・下巻（野村弥吉）
- テイルズ オブ シンフォニア ロデオライド・ツアー 下（テロリスト首領）
- ドラマCD 逃暴者 vol.1 -ユウキ編-（大庭祐樹）
- ときめきメモリアル Girl's Side 2nd Kiss シリーズ（佐伯瑛）
  - ときめきメモリアル Girl's Side 2nd Kiss 初回限定生産特典メッセージCD「潮騒が聞こえる街」
  - ときめきメモリアル Girl's Side 2nd Kiss 短編ドラマ集「Seaside Sketches」
  - ときめきメモリアル Girl’s Side 2nd Kiss ドラマ&イメージソングアルバム Vol.1
  - ときめきメモリアル Girl’s Station ドラマCD feat.2nd Season Characters
- 9S<ナインエス> ドラマCD（横田健一）
- 幕末恋華 新選組 シリーズ（近藤勇）
  - 幕末恋華・新選組 ドラマCD
  - 幕末恋華・新選組 〜壬生狼という華〜
  - 幕末恋華 新選組 ♪キャラクターソング&ドラマ♪
- 幕末志士の恋愛事情 ドラマCD あまつ乙女の争奪さわぎ 〜ほろ酔い祇園の夢一夜〜（高杉晋作[253]）
- ドラマCD BACCANO! 1931 The Grand Punk Railway 鈍行編・特急編（クレア・スタンフィールド）
- 東のエデン ドラマCD 『＜4セレソン＞ JUIZ との日々』（結城亮）※劇場版I The King of Eden BD 初回限定生産版特典
- BLEACH DVD 限定版特典CD CD01 - 12（黒崎一護）
- ドラマCD「ぷよぷよ」（シェゾ[254]）
  - ドラマCD「ぷよぷよ」Vol.4[255]・6[256]
- 文豪とアルケミスト シリーズ（高村光太郎）
  - 朗読CD 第1弾 中原中也
  - 朗読CD 第2弾 高村光太郎
  - 朗読CD 第3弾 宮沢賢治
- Marginal Prince シリーズ（アルフレッド・ヴィスコンティ）
  - Marginal Prince Drama CD 1 ユウタの学院到着篇
  - ドラマCD特典 ソクーロフ博士の噂：アルフレッド篇
- 水の旋律 シリーズ（加々良愁一）
  - 水の旋律 前奏曲 ※初回限定版特典
  - ドラマ&サントラCD 水の旋律 花篝〜はなかがり〜
  - ドラマCD 水の旋律 〜夢想組曲〜
  - 水の旋律 プロジェクトR　失われた陽菜を求めて ※PSP初回限定版特典
- Miracle Train（ミラクルトレイン）Escort Voice 両国逸巳（CV：森田成一）（両国逸巳）
- メガネブ! シリーズ（三鍋友紀也）
  - メガネブ！vol.1
  - メガネブ！vol.2 スケスケメガネについて本気出して考えてみた！
  - メガネブ！vol.3 愛か世界かスケスケメガネか?!
- 萌えカレ!!（本田宝）
- 屋根裏の散歩者（二宮隆一郎）
- Yo-Jin-Bo シリーズ（不知火用三郎）
  - ロックCDドラマ Yo-Jin-Bo 隠れ銀山に血煙が舞う
  - Yo-Jin-Bo 〜運命のフロイデ〜 ROCKS
  - ロックCDドラマ Yo-Jin-Bo 蒼月城の魔剣
- 辣韮の皮〜萌えろ!杜の宮高校漫画研究部〜 シリーズ（南光大）
  - 辣韮の皮 THE CD 皮1枚目 ※月刊COMICGUM 2004年2月号付録
  - 辣韮の皮 THE CD 皮2枚目
  - 辣韮の皮 〜萌えろ!杜の宮高校漫画研究部〜 辣韮の皮 THE CD 皮3枚目（南光大）※コミックス第3巻初回限定版
- レイン 雨の日に生まれた戦士（レイン）

### 朗読・シチュエーションCD
- 戦国武将物語 〜知将編 その弐〜（第六話「最上義光物語」）
- 第一回 声優アワード 記念作品 こゑこひ 〜あなたの声に恋してる〜『万華鏡』
- ふしぎ工房症候群 オリジナル朗読CD EPISODE.11「闇」 語り：森田成一
- 幕末志士物語 〜土佐編〜（「坂本龍馬物語」）
- 幕末志士物語外伝 〜14の土佐&佐幕・開国編〜（「坂本龍馬物語外伝」）
- honeybee 羊でおやすみシリーズ Vol.15「放課後はきみのそばで」
- 週刊添い寝CD vol.9 隆弘（隆弘）
- 憧れのシチュエーションCD vol.1 「叱られたい」
- 戦国BASARA ご当地案内CD ぶらり、武将ふたり旅 〜京都編〜（前田慶次）[257]
- 恐怖怪談 オウマガトキ 其之七 語り手：森田成一
- 【World Of Dream】Reading Poetry 森田成一 〈CD版/PIM版〉[258]

### ラジオドラマ
- ラジオ「電撃大賞」内オンエア『灼眼のシャナ』（坂井悠二）
- ラジオ「電撃大賞」内オンエア『しにがみのバラッド』（原上セイゴ）
- ラジオ「電撃大賞」内オンエア『BACCANO!』（クレア・スタンフィールド）
- ラジオ「電撃大賞」内オンエア『撲殺天使ドクロちゃん』（山崎先生）
- ラジオ「電撃大賞」内オンエア『9S＜ナインエス＞』（横田健一）
- 集英学園乙女研究部内オンエア 聖闘士星矢 黄金十二宮編（ペガサス星矢）
- TOKYO FM「Tokyo Copywriters' Street」
  - チョコレートには遅すぎる
  - 七つの自問自答男
  - 秋について知っていること
  - 緑のおばさん
  - いいわけ
  - 『狼男ブログ・抜粋』
  - 僕がピノキオだった頃
  - はじめの二人
  - 都会の野原
  - 初雪が降ったら
- 青山二丁目劇場（文化放送）
  - 「SHINIGAMI」（死神）
  - 「オレンジ新選組」（歩太）
  - 「優しい時間」（河合）
  - 「お尋ね者」（徳次郎）
  - 「粗忽の釘」（熊）
  - 「土の中の蝉」（青田）
  - 「芥のごとく」（松岡）
  - 「三方一両損」（金五郎）
  - 「島暮らし始めました。」（孝宏）
- 「通学」シリーズ「通学風景」（VOMIC、ハル / ケイ）
- 歌舞伎まるごとストーリー あらすじえもん（NHK-FM）
  - 「第2夜・ウエイトレスの事件簿」（柏木）
- KONAMI STATION WEBラジオ「ときめきメモリアル Girl's Station」内オンエア『遊くん奮闘記』（佐伯瑛）
- アルスラーン戦記 ミニ朗読劇 第三章 「血縁の臣下」（ザンデ[259]）
- Lantis web radio ビッグオーダー後日談的オリジナルオーディオドラマ（星宮エイジ）

### 吹き替え

#### 担当俳優
ザック・エフロン
- WE ARE YOUR FRIENDS ウィー・アー・ユア・フレンズ（コール・カーター）
- きみがくれた未来（チャーリー・セント・クラウド）
- 恋人まで1%（ジェイソン）
- ザック・エフロン in ダービースタリオン（パトリック・マッカードル）
- 史上最高のカンパイ！〜戦地にビールを届けた男〜（ジョン・"チッキー"・タナヒュー）
- セブンティーン・アゲイン（マイク・オドネル）
- ダーティ・グランパ（ジェイソン・ケリー）
- テッド・バンディ（テッド・バンディ）
- ネイバーズシリーズ（テディ・サンダース）
  - ネイバーズ
  - ネイバーズ2

- ハイスクール・ミュージカルシリーズ（トロイ・ボルトン）
  - ハイスクール・ミュージカル
  - ハイスクール・ミュージカル2
  - ハイスクール・ミュージカル ザ・ムービー

- ペーパーボーイ 真夏の引力（ジャック・ジェンセン）
- ベイウォッチ（マット・ブロディ）
- 炎の少女チャーリー（アンドルー・"アンディ"・マッギー）

#### 映画
- エル・カミーノ・クリスマス（エリック・ロス〈ルーク・グライムス〉）※Netflix版
- グランド・イリュージョン 見破られたトリック（リー〈ジェイ・チョウ〉）
- グリーン・ホーネット（カトー〈ジェイ・チョウ〉）
- スウィート17モンスター（ニック・モスマン〈アレクサンダー・カルヴァート〉）
- TIME/タイム（タイムキーパー・コース〈トビー・ヘミングウェイ〉）
- ニャンタッチャブル
- プロメテウス（チャンス〈エミュ・エリオット〉）※劇場公開版
- レッド・ウォリアー（マンスール〈クノ・ベッカー〉）
- フォーリング・フォー・クリスマス（ジェイク〈コード・オーバーストリート〉）※Netflix オリジナル
- グレッグのダメ日記4(ロドリック・へフリー) 〈チャーリー・ライト〉）

#### ドラマ
- アウトランダー（フランス王ルイ15世）
- THE FLASH/フラッシュ シリーズ（エロンゲイテッドマン / ランドルフ・ウィリアム・"ラルフ"・ディブニー〈ハートレイ・ソーヤー〉）
- バーナビー警部（エンジェル巡査）
- 薔薇の名前（メルクのアドソ〈ダミアン・ハルドン〉[260]）
- マインドハンター（ホールデン・フォード〈ジョナサン・グロフ〉）※Netflix版
- 恋愛マニュアル〜まだ結婚したい女（ハ・ミンジェ〈キム・ボム〉）
- ザ・ホーンティング・オブ・ヒルハウス（スティーブン・クレイン〈ミキール・ハースマン〉）※Netflix
- きみがぼくを見つけた日（ヘンリー・デタンブル〈テオ・ジェームズ〉[261]）※U-NEXT

### デジタルコミック
- VOMIC 夢みる太陽（2009年、藤原虎）
- VOMIC BLEACH（2010年、黒崎一護）
- 聴くジャン! 第5弾 男坂（2017年、菊川仁義[262]）
- 三次元音響キングダム 前編・後編（2021年、信[263][264]）

### ラジオ
※はインターネット配信。
- 森田成一の俺＝Yo（2004年 - 2005年、ラジオ関西）
- スウィートジャンクション（2004年 - 2009年、ラジオ大阪・ラジオ日本）
  - スウィートジャンクション ほうれんそう もう26皿（2009年、声優・V-STATION※）
- 電撃大賞（2004年 - 2008年、文化放送・ラジオ大阪・東海ラジオ・UNIQue the RADIO※・超!A&G+※）
- 週刊レディオSEED DESTINY（2005年、ラジオ大阪）
- アニプレックスアワー BLEACH “B” STATION（2005年 - 2010年、ラジオ大阪・文化放送）
- Yo-Jin-Bo リレーパーソナリティ in Web Radio「森田成一の俺＝Yo」（2006年、ラジオ関西）
- 森田成一のあなたのCM作ります!（2006年 - 2007年、アニメイトモバイルシリーズ※）
- NIGHT ON THE PLANET（2006年、fm yokohama）
- みんな友達! 戦国バサラジオ（2007年 - 2008年、アニメイトTV※）
- ときめきメモリアル Girl's Station（2008年 - 2009年、KONAMI STATION※）
- 宇宙GメンEX（2009年、ニッポン放送）
- Webラジオ TVアニメ「戦国BASARA」【金】（2009年、アニメイトTV※）
- Webラジオ TVアニメ「戦国BASARA弐」【金剛】（2010年、アニメイトTV※）
- 森田成一のADULT.EX 〜大人の経験値〜（2010年 - 2012年、ニコニコ生放送※）
- ラジオRewrite 月刊テラ・風祭学院支局（2011年 - 2012年、HiBiKi Radio Station※・音泉※）
- 声優ニコ電ラジオ★藤原祐規VS森田成一のキュンキュンパニック！（2011年、ニコニコ生放送※）
- Webラジオ 劇場版 戦国BASARA -The Last Party-（2011年、アニメイトTV※）
- 森田成一・岡本信彦 朝までイっちゃう?! いけない生添い寝!（2011年、ニコニコ生放送※）
- VIRTUAL ADVENTURE 2 星空サンライズ（2012年 - 2014年、FM NACK5・BANDAI CHANNEL※）
- 【速水奨×森田成一】 S.S.D.S. 〜愛の究極診断（エクストリーム・テラー）（2013年 - 2015年、ニコニコ動画内S.S.D.S.チャンネル※）
- 逃暴者・42ネ申 合同特別放送 逃暴者42分! 〜寒中 ウォンチュー 僕サンチュ追加で〜（2013年、ニコニコ動画内ツーファイブチャンネル※）
- K of Radio 4th（2015年、アニメイトTV※）
- TVアニメ 「Rewrite」ラジオ 月刊テラ・風祭学院支局（2016年 - 2017年、ニコニコ生放送※・HiBiKi Radio Station※・音泉※）
- Artistspoken（2021年 - 2022年、AudioEssay※）[265]
- Spotify ANIZONE - アニゾーン【BLEACH 千年血戦篇】（Spotify※、2022年10月7日 - 28日  ：  全4回[266]）※ポッドキャスト

### ラジオ・トークCD
- スウィートジャンクション ラジオCD 第1巻 〜創世期〜
- スウィートジャンクション ラジオCD 第2巻 〜発展期〜
- スウィートジャンクション 連動購入特典CD『ジャンクションな風景』
- ラジオCD“スウィートジャンクション”バイパスシリーズ 1 - 20
- Radioトーク ネオロマンス Paradise Cure! （3）
- RADIO DJCD BLEACH “B” STATION 1st Season Vol.1 ‐ 6
- RADIO DJCD BLEACH “B” STATION 2nd Season Vol.1 ‐ 6
- RADIO DJCD BLEACH “B” STATION 3rd Season Vol.1 ‐ 5
- RADIO DJCD BLEACH “B” STATION 4th Season Vol.1 ‐ 5
- RADIO DJCD BLEACH “B” STATION 5th Season Vol.1 ‐ 5
- RADIO DJCD BLEACH “B” STATION 地獄篇 （劇場版BLEACH 地獄篇　完全生産限定版DVD特典）
- DJCD 戦国BASARA 第1 - 3巻
- DJCD 戦国BASARA SPECIAL
- DJCD TVアニメ 戦国BASARA【金】 第1 - 2巻
- DJCD TVアニメ 戦国BASARA【金】 アニメージュ遠征Ver.
- DJCD TVアニメ「戦国BASARA」【金】 片倉小十郎 特別版
- DJCD TVアニメ「戦国BASARA弐」【金剛】 第1 - 3巻
- DJCD TVアニメ「戦国BASARA弐」【金剛】 アニメージュ遠征Ver.
- DJCD 「劇場版 戦国BASARA -The Last Party-」 第2巻
- DJCD 【K】Webラジオ KR3rd Vol.1（ゲスト）
- DJCD 【K】Webラジオ KR4th Vol.1 ‐ 2
- K webラジオDJCD KRGo!!（ゲスト）
- TIGER & BUNNY HERO RADIO バラエティCD 「Stern Bild Station!」
- ラジオCD「ダイヤのA 〜ネット甲子園〜」 Vol.1（特別版パーソナリティ） Vol.3、Vol.7（ゲスト）
- ときめきメモリアル Girl’s Station ラジオCD Vol.1 ‐ 2
- ときめきメモリアル Girl's Side 文化祭 RADIO CD
- ラジオCD ファミ通キャラクターズDX 〜ボクらのTVゲーム〜（ゲスト）
- ラジオCD ラジオRewrite 月刊テラ・風祭学院支局 Vol.1 ‐ 7
- ラジオCD ラジオRewrite 月刊テラ・風祭学院支局 KSL2016VER ※ KSL Live World2016パンフレット同梱CD
- ラジオCD ラジオRewrite 月刊テラ・風祭学院支局特別版 ※ Rewrite+ 初回限定版特典
- ラジオCD TVアニメ Rewrite ラジオ 月刊テラ・風祭学院支局 Vol.1 ‐ 2
- ラジオCD 暁のヨナ 〜高華王国ラジオ〜 Vol.1 ‐ 2（ゲスト）
- 暁のヨナ BD/DVD 初回版限定特典スペシャルラジオCD 第4、5、7巻
- ラジオCD 「黒子のバスケ　放送委員会」Vol.11（ゲスト）
- ラジオCD ラジオRewrite 月刊テラ・風祭学院支局 かぎなど出張版 ※ かぎなどシーズン2 初回限定豪華版Blu-ray特典[267]

### その他CD
- 20020220 music from FINAL FANTASY（MC&ダイジェスト映像）
- Save The One, Save The All 初回生産限定盤（一護盤）（インタビュー）

### ナレーション
CM
- 三菱自動車
- バンダイ 変身インナー
- バンダイ 進化合体エヴォルバイン ムゲンバーニング
- バンダイナムコゲームス デッドストームパイレーツ
- ロッテ キャンディー 小梅
- au（ラジオCM）
- P&G レノアハピネス
- RICOH CO2見える化プロジェクト
- NIVEA ニベアボディ クリーミィミルク
- SoftBank ONLINE SHOP 「スマ変」（スマヘンくん）
- BLEACH BEST TRAX CM ※その他BLEACH関連 （黒崎一護）
- TIGER & BUNNY オンエアジャック! TVCM（バーナビー・ブルックスJr.）
- ゲッサン少年サンデーコミックス「MIX 第2巻」TVCM
- mobage FINAL FANTASY Record Keeper FFの記憶 切ない戦い篇、成長篇 TVCM
- ファイナルファンタジー×パズドラ TVCM
- KLab BLEACH Brave Souls TVCM
- カドカワコミックス・エース「ビッグオーダー 第9巻」TVCM
- 剣と魔法のログレス いにしえの女神 「BLEACHコラボのうた篇」 TVCM[268]
- 剣と魔法のログレス いにしえの女神 「聖闘士星矢コラボのうた篇」 TVCM
- ドラゴンボールヒーローズ アルティメットミッションX 第1弾CM（天使ウイス）
- 第一三共ヘルスケア マキロンパッチエース web限定specialmovie ※ボイスオーバー[269]
- イオン 夏の大抽選会！！ TVCM
- KAGOME 基本のトマトソース TVCM
- セガゲームス パズルRPG『ぷよぷよ!!クエスト』×『BLEACH』TVCM[270]
- Johnnie Walker 世界を歩いてきた、ハイボール TVCM
- Renta! 【ノベル】悪役令嬢は二度目の人生で返り咲く〜破滅エンドを回避して、恋も帝位もいただきます〜 YouTubeCM[271]
- 新作歌舞伎 ファイナルファンタジーX 第2弾CM[272]
- 『GGGP XBOOST 東西対抗戦』TVCM[273]

番組
- Rの法則（NHK Eテレ、2012年11月8日）（夏目漱石「こゝろ」朗読）
- M-ON! SPECIAL 音楽×マンガ（MUSIC ON! TV、2012年11月25日）
- BAZOOKA!!!（BSスカパー!、2013年2月4日）
- TBS若手ディレクターと石橋の土曜の3回SP（TBSテレビ、2013年4月3日）※ボイスオーバー
- 全日本美声女コンテスト密着ドキュメンタリー（J:COM、2014年）
- NHKハイブリッドキャスト・サービス広がる（NHK総合、NHK Eテレ、NHK BS1、NHK BSプレミアム）
- SONGS 「夏の名曲映像 蔵出しスペシャル」（NHK総合、2017年8月3日）
- 若手ピアニスト頂上決戦 第86回 日本音楽コンクール・ドキュメント（NHK Eテレ、2017年12月9日）
- 岩合光昭の世界ネコ歩き（NHK BSプレミアム、2017年12月8日、12月15日、2020年12月22日）
- 超一般人 〜確認したくて玄関前まで来ちゃいました〜（フジテレビ、2017年12月27日）
- にっぽん百名山「長野・美ヶ原 〜春の陽光きらめく高原へ〜」（NHK BSプレミアム、2019年4月8日）
- にっぽん百名山「大菩薩嶺 〜富士を望む 天空の縦走路〜」（NHK BSプレミアム、2019年7月1日）
- にっぽん百名山「南アルプス 光岳 〜輝く緑の稜線へ〜」（NHK BSプレミアム、2019年9月23日）
- にっぽん百名山「磐梯山 〜宝の山の恵み〜」（NHK BSプレミアム、2019年10月21日）
- にっぽん百名山「富士山 〜大迫力！天空の頂へ〜」（NHK BSプレミアム、2019年11月11日）
- にっぽん百名山「大岳山・御岳山 〜芽吹き始める命〜」（NHK BSプレミアム、2021年4月5日）
- 逆転人生「命の逆転劇！医師と子どもたちの感動マンガ」（NHK総合、2020年4月13日）
- 逆転人生「娘に心臓移植を！執念の募金三億円」（NHK総合、2020年11月9日）
- 逆転人生「巨額投資詐欺事件！銀行の不正を暴け」（NHK総合、2022年3月14日）
- 金曜ロードSHOW!『キングダム』（日本テレビ、2020年5月29日）※アイパートナー [274]
- 『ロケ地探訪 旅めぐり』 #1 京都・太秦界隈 編（日本映画専門チャンネル、2021年12月6日 - 2022年1月19日）
- 『ロケ地探訪 旅めぐり』 #2 京都・嵯峨野 編 （日本映画専門チャンネル、2021年12月7日 - 2022年1月20日）
- 『ロケ地探訪 旅めぐり』 #3 京都・洛北／洛中 編（日本映画専門チャンネル、2022年11月11日 - 12月22日）
- やりすぎ都市伝説 2022秋 2時間スペシャル（テレビ東京、2022年9月23日）
- やりすぎ都市伝説 2023夏 2時間スペシャル（テレビ東京、2023年7月21日）
- 今春おすすめのエンタメを紹介！『新作歌舞伎FFX』+映画「わたしの幸せな結婚」（TBSテレビ、2023年2月9日[275]）
- 菊之助・獅童・松也　豪華キャスト集結！空前の超大作！新作歌舞伎FFX徹底解説（TBSテレビ、2023年2月18日[276]）
- サンバリュ 『キャリアハーイ』（日本テレビ、2023年4月30日）

PV
- YOMBAN（読むバンダイビジュアル） マンガ「サバクタニ」PV
- JOYSOUND DIVE
- 映画『BLEACH』（実写） web限定特別映像 [277]
- キングダム展 －信－ トレーラー
- 愛媛県鬼北町 『第7回 鬼の造形大賞』作品募集VTR
- Aniplex Online Fest 2022 作品ラインナップPV [278]
- 北海道厚沢部町 道の駅『あっさぶ』モーションコミックPV [279]
- スタートアップ社長inサバンナ VTR [280]
- 新晃工業株式会社／SINKO PV [281]

### テレビ番組
※はインターネット配信。
- NHKファミリー番組「食卓の王様」
- BLEACH-FAN『森田君の一護一笑FIRE！』（インターネット配信※、2005年 - 2007年）
- 番宣部長（AT-X、2006年9月担当）月替わり番宣部長
- 声優旅行社へようこそ。1泊2日でもがっつり遊べます! 青二の売れっ子ですけど、何か? SP IN 韓国 前編・後編（AT-X、2006年11月19日、12月24日）リポーター
- アニメ星人 ときめきレシピ（チバテレビ、2010年12月 - 2011年1月）MC
- KR 生中K！（ニコニコ生放送※、2015年7月11日、9月11日）MC
- BLEACH Brave Souls“卍解”生放送TSGオンラインスペシャル（YouTubeLive※、Periscope※、TwitterLive※、2020年9月27日[282]、12月27日[283]、2021年7月18日[284]、10月5日[285]、12月25日[286]、2022年4月26日[287]、7月17日[288]、9月25日[289]、12月26日[290]、2023年7月18日[291]、8月27日[292] ）MC
- 【オンライン講座 森田成一の｢この本読める？｣】（NHKカルチャー※、2020年8月23日[293]、2021年8月22日[294]）
- 『TIGER & BUNNY 2』同時視聴会 #1〜#25（YouTubeLive※、2022年4月9日 - 12月24日[295][296]）MC
- ぷよクエ公式生放送（YouTubeLive※、ニコニコ生放送※、TwitterLive※、 2022年4月24日[297]、7月30日、10月22日[298]、11月5日[299]、12月25日[300]、2023年4月23日[301]、6月27日[302]）コメンテーター
- 原神キャストゲーム部 #3、#4（YouTubeLive※、2022年5月19日[303]、6月17日[304]）

### 映像商品
実写
- DVD 花の声優界! スター☆ボウリング プロダクション対抗ゲキ投SP
- DVD 声優旅行社へようこそ。1泊2日でもがっつり遊べます! 青二の売れっ子ですけど、何か? SP IN 韓国
- DVD アニメ星人 ときめきレシピ イタリアンの巻 〜森田成一&三宅淳一〜
- DVD「スウィートジャンクション 定休日劇場 練馬 たつの湯物語」（常連客 マサ）
- 金色のコルダ 〜primavera〜（バラエティDVD）
- 金色のコルダ 〜primavera 2〜（バラエティDVD）
- 金色のコルダ 〜primavera 3〜 grand finale（バラエティDVD）
- ファミ通WaveDVD 2004年4月号〜6月号 真のヒロインは誰だ!? FFX-2クイズ ユ・リ・パ ラストバトル!（ゲスト）
- ファミ通WaveDVD 2005年7月号 豊口めぐみのあした晴れリーナ（ゲスト）
- B's-LOG 2005年5月号、2006年2月号 Voice of Prince DVD
- VOICE ACTOR 2 スペシャルDVD
- 『嵐山隊長のトリガートーク!!!』第6回 ワールドトリガー Blu-ray VOL.12特典DVD（ゲスト）
- 演劇DVD 劇団K-Show 7th.PRODUCE 「かかしのうた」
- 演劇DVD 劇団K-Show 10th.PRODUCE 「神様のゆううつ〜信仰心進行中〜」
- DVD「乱童 RAN-DOH 〜Voice in City〜」（賀茂乱童）
- DVD Blu-ray 「TIGER & BUNNY THE LIVE」（バーナビー・ブルックスJr.）
- DVD 30-DELUX The Remake Theater 「デスティニー -Destiny-」（シャイターン）
- DVD 「叫べども叫べども、この夜の涯て」（イイヤマ）
- DVD 劇団ヘロヘロQカムパニー 第34回公演「犬神家の一族」（スケキヨ）※Wキャスト
- 限定DVD 『サンタクロースをいつまで信じてた？』（主人公の父親）

イベント・ライブ映像
- BLEACH シリーズ
  - BLEACH SOUL SONIC 2005 夏
  - BLEACH SOUL SONIC 2006 夏祭
- ネオロマンスシリーズ
  - ネオロマンス♥ライヴ 2004 Summer
  - ネオロマンス♥ライヴ 2005 Winter
  - ネオロマンス♥ライヴ 2006 Autumn
  - ネオロマンス♥ライヴ コルダ☆SONGS
  - ネオロマンス♥フェスタ 6・7
  - ネオロマンス♥15thアニバーサリー
  - ネオロマンス♥フェスタ 金色のコルダ〜primo passo〜 星奏学院祭
  - ネオロマンス♥フェスタ 金色のコルダ 星奏学院祭 2 - 6
  - ネオロマンス♥フェスタ 金色のコルダ〜Featuring 4 Schools〜
  - ネオロマンス♥フェスタ 金色のコルダ 10th Birthday
  - ネオロマンス♥フェスタ 金色のコルダ〜Featuring 至誠館高校〜
  - ネオロマンス♥20thアニバーサリー
  - ネオロマンス♥フェスタ 金色のコルダ〜Featuring 至誠館高校 Op.2〜
  - ネオロマンス♥フェスタ 金色のコルダ 15th Anniversary
  - ネオロマンス♥フェスタ 金色のコルダ 15th Anniversary Final
  - JAPAN 乙女♥Festival 2
- S.S.D.S. シリーズ 
  - S.S.D.S. DVD 5「2008 初冬の診察会」
  - S.S.D.S. DVD 6「2009 秋の贅沢診察会」
  - S.S.D.S. DVD 7「2010 魅惑の診察会」
  - S.S.D.S. DVD 8「2011 秋もたっぷり診察会」
  - S.S.D.S. DVD 9「2012 とことん診察会 4」
  - S.S.D.S. DVD 10「2014 S.S.D.S.歌謡祭」
- 幕末恋華 新撰組 シリーズ
  - 新撰組・恋華の宴
  - Twinkle Date〜いい汗かこうぜっ夏!
  - 恋華の宴・舞
- 戦国BASARA シリーズ
  - 戦国BASARA2 バサラ祭2007 〜冬の陣〜OFFICIAL DVD BOOK
  - 戦国BASARA2 バサラ祭2009 〜春の陣〜
  - 戦国BASARA FES.2010 蒼の陣／紅の陣
  - 戦国BASARA3 バサラ祭2010 〜春の陣〜
  - 戦国BASARA 5周年祭 〜武道館の宴〜 DVD
  - 戦国BASARA3 バサラ祭2011 〜夏の陣〜
  - 戦国BASARA バサラ祭2012 〜夏の陣〜
  - 戦国BASARA バサラ祭2013 〜春の陣〜
  - 戦国BASARA4 バサラ祭2014 〜新春の陣〜
  - 戦国BASARA バサラ祭2015 〜冬の陣〜
  - 戦国BASARA 10周年祭 〜十年十色の宴〜
  - 戦国BASARA バサラ祭2017 〜もののふ語り〜
  - 戦国BASARA バサラ祭2018 〜夏の陣〜
  - 戦国BASARA バサラ祭2020 〜立春の陣〜
- ときめきメモリアル Girl's Side シリーズ
  - ときめきメモリアル Girl's Side 文化祭 DVD
  - ときめきメモリアル Girl's Side DAYS 2013 デートに行こう！ DVD
  - ときめきメモリアル Girl's Side DAYS 2014 〜White Date〜 DVD
  - ときめきメモリアル Girl's Side DAYS 2021 ときめき体育祭 Blu-ray
  - ときめきメモリアル Girl's Side 20周年感謝祭 Blu-ray
- 「テレ朝夏祭り」ヒーローショー＆夏映画スペシャルイベント（2015年7月31日、蛮野天十郎博士）
- TIGER & BUNNY シリーズ
  - DVD Blu-ray TIGER & BUNNY HERO AWARDS 2011
  - DVD Blu-ray THE SOUND OF TIGER & BUNNY
- オトメイトパーティー シリーズ
  - オトメイトパーティー♪ 2017 DVD Blu-ray
  - オトメイトパーティー♪ 2018 DVD Blu-ray
  - オトメイトパーティー♪ 2019 DVD Blu-ray
  - オトメイトパーティー♪ 2021 DVD Blu-ray
  - オトメイトパーティー♪ 2022 OTOMATE 15th Anniversary DVD Blu-ray
  - オトメイトパーティー♪ 2023 DVD Blu-ray
- DVD「百歌SAY!RUN!」
- Collar×Malice -Secret Mission- DVD/Blu-ray
- ダイヤのA オールスターゲーム スペシャルDVD（ダイヤのA アニメDVD Vol.1〜6 きゃにめ.jp購入特典）
- ワールドトリガーナイト＠新宿バルト9支部 （ワールドトリガー Blu-ray VOL.10特典DVD）
- [Re:collection] HIT SONG cover series feat.voice actors 1st Live Blu-ray

### 特撮
- 獣電戦隊キョウリュウジャー（2013年、デーボ・タナバンタの声）
- 仮面ライダードライブ（2015年、蛮野天十郎[注 5]、バンノドライバー / ゴルドドライブの声[305][306]、シグマの声）
- ドライブサーガ 仮面ライダーチェイサー[307]（2016年、蛮野天十郎の声[要出典]）
- ネコ戦隊びたたま（2019年、びたたまレッド/トントの声[308]）
- 仮面ライダーアウトサイダーズep.3 バトルファイトの再開とゼインの誕生（2023年、ブロンズドライブの声[309]）

### テレビドラマ
- NHKBSドラマ「鶴亀ワルツ」第1話（1999年）
- NHK月曜ドラマ「蜜蜂の休暇」（2001年）
- NHK連続テレビ小説「さくら」（2002年）
- NHKBSプレミアムドラマ「本棚食堂」第2シリーズ 第7話（2015年、ラジオDJ）
- NHKBSプレミアムドラマ「植物男子ベランダー　俺のウインタースペシャル」（2015年、魔玉の声）
- テレビ東京ドラマ24「孤独のグルメ」Season10 第10話（2022年12月10日） - 男性一人客 役[310]

### 映画
- 長崎ぶらぶら節（2001年、三菱造船所社員）
- 真夜中まで（2001年、真田広之のスタンドインとして全編参加、その他の人々）
- 土佐の一本釣り 〜久礼発、17歳の旅立ち〜（2014年、タツ[311]）
- サンタクロースをいつまで信じてた？（2021年、主人公の父親 役[312]）

### 舞台
- 東京スウィカ
  - サーカスの唄（客演）
  - 花の町マーチ（客演）
- DSEレーベル
  - 「gift-ギフト-」（中島裕二郎／主役）
- 劇団K-Show
  - 7th.PRODUCE 公演「かかしのうた」（米倉稗次郎）
  - 10th.PRODUCE 公演「神様のゆううつ〜信仰心進行中〜」（客演）
- 劇団扉座
  - [座長公演] シャーマンビジネスマン「乱童 RAN-DOH」〜Voice in City〜 2009年10月、[再演]2010年1月（賀茂乱童／主演）
  - Arts Fusion in KANAGAWA「ドリル魂 YOKOHAMAガチンコ編」（客演）
- 劇団岸野組
  - 二十周年記念公演第二弾 「良縁・奇縁・腐れ縁」（客演）
- AND ENDLESS
  - 15th Anniversary Special Program vol.1 『堕天・神殿・遅咲きの蒼』（勝海舟）
  - 15th Anniversary Special Program vol.2 『美しの水』 Purple（大地）（松尾芭蕉）
- 30-DELUX
  - 「デスティニー -Destiny-」 2013年10月 - 2013年11月（シャイターン）[313]
- 劇団ヘロヘロQカムパニー
  - 第34回公演「犬神家の一族」 2017年4月22日 - 30日（スケキヨ）※Wキャスト
- 劇団TEAM-ODAC
  - 第30回本公演 『猫と犬と約束の燈2018-夏』 2018年7月7日 - 7月16日（大道寺睦夫）[314]
  - 第32回本公演 『小さな結婚式〜いつか、いい風は吹く〜』 2019年5月5日 - 6日、5月15日 - 19日（渡嘉敷育男）[315]
  - 第33回本公演 劇団TEAM-ODAC×株式会社甲羅グループ 『キクネ〜僕らに出来ること〜』 2019年12月12日 - 12月23日（今川林太郎）[316]
  - 第40回本公演 『舞台・破天荒フェニックス』 2022年12月7日 - 12月11日（奥野良孝）[317]
- ロック朗読劇『Yo-Jin-Bo・隠れ銀山に血煙が舞う』（不知火用三郎＝Yo）
- ロック朗読劇『Yo-Jin-Bo・蒼月城の魔剣』（不知火用三郎＝Yo）
- 『TIGER & BUNNY THE LIVE』 2012年8月 - 2012年9月（バーナビー・ブルックスJr.）[318]
- 朗読劇 『タチヨミ 第二巻』 2016年1月13日 - 18日
- 朗読劇 『タチヨミ 第三巻 愛の言霊』 2017年1月13日 - 22日
- 「叫べども叫べども、この夜の涯て」 2016年2月24日 - 28日（イイヤマ）[319]
- コワイコエ 〜稲川淳二のお葬式〜 2017年6月1日 - 2017年7月2日[320]
- 恐いモノ見たさびっくり大会 太紀ちゃん祭りvol．8 花も嵐も踏み越えてpart3 達也と太紀〜一線は越えてます〜 2017年9月22日 - 24日[321]
- ディシディア ファイナルファンタジー 朗読劇 アクターズライブ ディシディアFF『SECRETUM-秘密-』2017年12月18日 - 19日（ティーダ）[322]
- 朗読劇 『タチヨミ 第四巻 〜もう一度あなたの声が聞きたくて...〜』 2018年1月12日 - 21日[323]
- 佐々木望プロデュース公演 朗読劇 Super Voice Live「きのう何食べた?」 2018年2月17日 - 18日（矢吹賢二）[324]
- 声優落語天狗連 第17回 2018年7月1日[325]
- T-PROJECT vol.13 ハロルド・ピンター没後10年特別企画 『ダムウェイター 』+『ヴィクトリア駅』 2018年10月30日 - 11月4日
- コミックナタリー主催 朗読劇『ボイスシアター -シェイクスピア-』『ヴェニスの商人』 2021年1月30日[326]
- 宝生会企画公演 『夜能 語り部たちの夜』 4月公演 朗読「杜若」 2021年4月30日[327]
- 朗読ライブ「旅のラゴス」 2022年10月29日 - 30日[328][329]
- [Re:collection] HIT SONG cover series feat.voice actors 1st Live 2023年1月22日[330]
- 朗読劇 音読stage-Story of Songs TRACK1 ORANGE RANGE 2023年2月8日 - 12日[331]
- 戯曲音劇『星の王子さま』 2023年2月26日（よっぱらい／地理学者 役）[332]
- 「The JAZZ of TIGER & BUNNY 2023 at Billboard Live」横浜公演 2023年4月29日[333] ※ゲスト出演
- Classic Movie Reading Vol.1『自転車泥棒』2023年11月4日 - 5日（アントニオ・リッチ）[334]
- 岩井秀人（WARE）プロデュース『いきなり本読み！Voices』2025年8月5日〈予定〉[335]

### パチンコ・パチスロ機
- CR決戦 -天翔る覇者-（森蘭丸）
- CR戦国双天絵巻 華恋姫伝（石田三成）
- パチスロ「戦国BASARA2」（前田慶次）
- CR武神烈伝（石田三成）
- CR天下烈伝（石田三成）
- CR天地を喰らう（劉備玄徳）
- CR 聖闘士星矢 星の運命（ペガサス星矢）
- CR 聖闘士星矢 -女神聖戦-（ペガサス星矢）
- パチスロ 「TIGER & BUNNY」-THE SLOTWORKS-（バーナビー・ブルックスJr.）
- パチスロ S聖闘士星矢 海皇覚醒（ペガサス星矢）
- ぱちすろ ｢黄門ちゃま 〜光れ!正義の印籠編〜」（助さん）
- パチスロ S聖闘士星矢 冥王復活（ペガサス星矢）
- パチスロ TIGER & BUNNY SP（バーナビー・ブルックスJr.）
- 次世代型パチンコ　SMART PACHINKO 聖闘士星矢 超流星CLIMAX（ペガサス星矢）

### 携帯コンテンツ・アプリ
- 携帯コンテンツ 恋人はキャプテン（風間大翔）
- 携帯コンテンツ 蒼藤学園占術科（藤巻七緒）
- 朗読アプリ よみキャラ まー先輩

### その他コンテンツ
- HERO'S（リングアナ）
- ジャンプスーパーアニメツアー08「オッス!帰ってきた孫悟空と仲間たち!!」（ターブル）
- 特別展 中国 王朝の至宝（音声ガイド 信）
- JAPAN「クラシックオペラ」コンサート〜心のシンフォニー〜（朗読）
- THE SOUND OF TIGER & BUNNY（場内アナウンス）ショートアニメ（バーナビー・ブルックスJr.）
- 仮面ライダードライブ 変身ベルト DXバンノドライバー （蛮野天十郎博士の音声）[336]
- TVアニメ『キングダム』スペシャルムービー [337]
- 声優紅白歌合戦 2022（総合司会）[338]
- コカコーラ X BLEACH 千年血戦篇 コラボ自販機（黒崎一護の音声）[339]
- 音声体組成計BC-203 TIGER & BUNNY 2 モデル（バーナビー・ブルックスJr.の音声）[340]
- SmashCore 「Type:YOU[R]」第9弾（システムボイス）[341]
- 洞爺湖温泉 洞爺 湖畔亭 第二回 良い声でビンゴゲーム大会（ゲスト・司会）[342]

## ディスコグラフィ

### アルバム
|     | 発売日        | タイトル     | 規格品番  |
| --- | ------------- | ------------ | --------- |
| 1st | 2012年2月15日 | 鬩ぎあう角質 | MHCL-2006 |

### キャラクターソング
| 発売日   | 商品名 | 歌 | 楽曲                                                                         | 備考                                                                       |
| 2001年   | 2001年 | 2001年 | 2001年                                                                       | 2001年                                                                     |
| -------- | --- | --- | ---------------------------------------------------------------------------- | -------------------------------------------------------------------------- |
| 10月11日 | ファイナルファンタジーX feel/Go Dream                                                                          | ティーダ（森田成一） | 「Go Dream」                                                                 | ゲーム『ファイナルファンタジーX』関連曲                                    |
| 10月11日 | ファイナルファンタジーX feel/Go Dream                                                                          | ユウナ（青木麻由子）、ティーダ（森田成一） | 「Endless Love Endless Road」                                                | ゲーム『ファイナルファンタジーX』関連曲                                    |
| 2002年   | | |                                                                              |                                                                            |
| 12月18日 | ファイナルファンタジーX ボーカルコレクション                                                                   | ティーダ（森田成一） | 「A Ray of Hope」                                                            | ゲーム『ファイナルファンタジーX』関連曲                                    |
| 12月18日 | ファイナルファンタジーX ボーカルコレクション                                                                   | ティーダ（森田成一）、ワッカ（中井和哉） | 「And On We Go」                                                             | ゲーム『ファイナルファンタジーX』関連曲                                    |
| 2004年   | | |                                                                              |                                                                            |
| 2月21日  | 金色のコルダ 〜espressivo〜                                                                                    | 火原和樹（森田成一） | 「JUMP☆」                                                                    | ゲーム『金色のコルダ』関連曲                                               |
| 8月25日  | 金色のコルダ 〜fantasmagoria〜                                                                                 | 火原和樹（森田成一） | 「WISH」                                                                     | ゲーム『金色のコルダ』関連曲                                               |
| 2005年   | | |                                                                              |                                                                            |
| 1月26日  | 幕末恋華 新選組 オリジナルサウンドトラック                                                                     | 近藤勇（森田成一） | 「恋華 ren-ka」                                                              | ゲーム『幕末恋華 新選組』エンディングテーマ                                |
| 2月23日  | 幕末恋華 新選組 キャラクターソング＆ドラマCD                                                                   | 近藤勇（森田成一） | 「いとしさの中に」 「月影」                                                  | ゲーム『幕末恋華 新選組』関連曲                                            |
| 6月15日  | リングにかけろ1 キャラクターソングス                                                                           | 高嶺竜児（森田成一） | 「風に向かって走れ〜stand&fight〜」                                          | テレビアニメ『リングにかけろ1』関連曲                                      |
| 6月22日  | BLEACH BEAT COLLECTION -ICHIGO KUROSAKI-                                                                       | 黒崎一護（森田成一） | 「MY BLADE, AS MY PRIDE」 「TATTOOS ON THE SKY」                             | テレビアニメ『BLEACH』関連曲                                               |
| 6月22日  | BLEACH BEAT COLLECTION -ICHIGO KUROSAKI-                                                                       | 黒崎一護（森田成一）、朽木ルキア（折笠富美子） | 「MEMORIES IN THE RAIN」                                                     | テレビアニメ『BLEACH』関連曲                                               |
| 7月21日  | 機動戦士ガンダムSEED DESTINY SUIT CD Vol.7 アウル×スティング                                                   | アウル・ニーダ（森田成一） | 「Pale repetition」                                                          | テレビアニメ『機動戦士ガンダムSEED DESTINY』関連曲                         |
| 8月24日  | BLEACH BEAT COLLECTION -URYU ISHIDA-                                                                           | 石田雨竜（杉山紀彰）、黒崎一護（森田成一） | 「Aesthetics and Identity」                                                  | テレビアニメ『BLEACH』関連曲                                               |
| 9月1日   | Marginal Prince Songs 1                                                                                        | アルフレッド・ヴィスコンティ（森田成一） | 「ハートにROCK!」                                                            | ゲーム『マージナルプリンス〜月桂樹の王子達〜』関連曲                       |
| 9月1日   | Marginal Prince Songs 2                                                                                        | アルフレッド・ヴィスコンティ（森田成一） | 「いつだってもっと愛したい愛されたい」                                       | ゲーム『マージナルプリンス〜月桂樹の王子達〜』関連曲                       |
| 10月19日 | 金色のコルダ 〜espressivo2〜                                                                                   | 土浦梁太郎（伊藤健太郎）、火原和樹（森田成一） | 「W-BREEZE」                                                                 | ゲーム『金色のコルダ2』関連曲                                              |
| 10月19日 | 金色のコルダ 〜espressivo2〜                                                                                   | 月森蓮（谷山紀章）、土浦梁太郎（伊藤健太郎）、志水桂一（福山潤）、火原和樹（森田成一）、柚木梓馬（岸尾大輔）、金澤紘人（石川英郎）、王崎信武（小西克幸） | 「Overture -序曲- 〜Theme Song of “La corda d’oro”〜」                       | ゲーム『金色のコルダ2』関連曲                                              |
| 2006年   | | |                                                                              |                                                                            |
| 2月22日  | 金色のコルダ 〜divertimento〜                                                                                  | 火原和樹（森田成一） | 「Share」                                                                    | ゲーム『金色のコルダ』関連曲                                               |
| 2月22日  | 金色のコルダ 〜divertimento〜                                                                                  | 月森蓮（谷山紀章）、土浦梁太郎（伊藤健太郎）、志水桂一（福山潤）、火原和樹（森田成一）、柚木梓馬（岸尾大輔） | 「Happy Time」                                                               | ゲーム『金色のコルダ』関連曲                                               |
| 2月24日  | 水の旋律 キャラクターソング〜二人のアナザーストーリーDropIII〜 一謡                                            | 加々良愁一（森田成一）、明月圭（遠近孝一） | 「Freedom」                                                                  | ゲーム『水の旋律』関連曲                                                   |
| 2月24日  | 水の旋律 キャラクターソング〜二人のアナザーストーリーDropIII〜 一謡                                            | 加々良愁一（森田成一） | 「Freedom」                                                                  | ゲーム『水の旋律』関連曲                                                   |
| 5月3日   | BLEACH BEAT COLLECTION 2nd SESSION 01 -ICHIGO KUROSAKI/ZANGETSU-                                               | 黒崎一護（森田成一） | 「Sky High」                                                                 | テレビアニメ『BLEACH』関連曲                                               |
| 5月3日   | BLEACH BEAT COLLECTION 2nd SESSION 01 -ICHIGO KUROSAKI/ZANGETSU-                                               | 黒崎一護（森田成一）、斬月（菅生隆之） | 「斬」                                                                       | テレビアニメ『BLEACH』関連曲                                               |
| 10月26日 | Yo-Jin-Bo 〜運命のフロイデ〜 ROCKS 斬                                                                          | 不知火用三郎（森田成一） | 「GO DASH!」 「Promise Land」                                                | ゲーム『Yo-Jin-Bo 〜運命のフロイデ〜』関連曲                               |
| 10月26日 | Yo-Jin-Bo 〜運命のフロイデ〜 ROCKS 斬                                                                          | Yo-Jin-Bo | 「GoWay」 「用心棒のテーマ」                                                 | ゲーム『Yo-Jin-Bo 〜運命のフロイデ〜』関連曲                               |
| 11月29日 | 金色のコルダ 〜primo passo〜 EDテーマ CRESCENDO                                                                | stella quintet | 「CRESCENDO」                                                                | テレビアニメ『金色のコルダ 〜primo passo〜』エンディングテーマ             |
| 2007年   | | |                                                                              |                                                                            |
| 3月21日  | BLEACH BEAT COLLECTION THE BEST 1                                                                              | 黒崎一護（森田成一） | 「Sky High '07」 「Just Bleach -Full Version- 」                             | テレビアニメ『BLEACH』関連曲                                               |
| 3月28日  | 水の旋律 Sweet Box                                                                                             | 加々良愁一（森田成一）、加々良水季（三浦祥朗） | 「桜舞う 水の旋律」                                                          | ゲーム『水の旋律』関連曲                                                   |
| 3月28日  | 水の旋律 Sweet Box                                                                                             | 加々良愁一（森田成一） | 「桜舞う 水の旋律」                                                          | ゲーム『水の旋律』関連曲                                                   |
| 4月25日  | ときめきメモリアル Girl's Side 2nd Kiss ドラマ&イメージソングアルバム Vol.1                                    | 佐伯瑛（森田成一） | 「BESIDE」                                                                   | ゲーム『ときめきメモリアル Girl's Side 2nd Kiss』関連曲                    |
| 7月4日   | 金色のコルダ2 〜felice〜                                                                                       | 火原和樹（森田成一） | 「Have FUN!」                                                                | ゲーム『金色のコルダ2』関連曲                                              |
| 7月18日  | 金色のコルダ 〜primo passo〜 Extra MISSION：B×B×B                                                              | 火原和樹（森田成一）、柚木梓馬（岸尾だいすけ）、金澤紘人（石川英郎） | 「MISSION：B×B×B」                                                           | テレビアニメ『金色のコルダ 〜primo passo〜』関連曲                         |
| 7月18日  | 金色のコルダ 〜primo passo〜 Extra MISSION：B×B×B                                                              | 火原和樹（森田成一） | 「PRECIOUS」                                                                 | テレビアニメ『金色のコルダ 〜primo passo〜』関連曲                         |
| 8月22日  | 金色のコルダ 〜primo passo〜ヴォーカル・コレクション                                                           | 火原和樹（森田成一）、柚木梓馬（岸尾だいすけ） | 「P★リズム（プリズム）」                                                     | テレビアニメ『金色のコルダ 〜primo passo〜』関連曲                         |
| 8月22日  | 金色のコルダ 〜primo passo〜ヴォーカル・コレクション                                                           | 火原和樹（森田成一） | 「はじめての気持ち。」                                                       | テレビアニメ『金色のコルダ 〜primo passo〜』関連曲                         |
| 8月22日  | 金色のコルダ 〜primo passo〜ヴォーカル・コレクション                                                           | 月森蓮（谷山紀章）、土浦梁太郎（伊藤健太郎）、志水桂一（福山潤）、火原和樹（森田成一）、柚木梓馬（岸尾だいすけ）、金澤紘人（石川英郎）、王崎信武（小西克幸） | 「君に捧げるHarmony」                                                        | テレビアニメ『金色のコルダ 〜primo passo〜』関連曲                         |
| 2008年   | | |                                                                              |                                                                            |
| 4月23日  | 金色のコルダ2 〜felice2〜                                                                                      | 火原和樹（森田成一） | 「KEEP ON DASHING!!」                                                        | ゲーム『金色のコルダ2』関連曲                                              |
| 12月3日  | ネオロマンス duet+金色のコルダ                                                                                 | 土浦梁太郎（伊藤健太郎）、火原和樹（森田成一） | 「W-BLIZZARD」                                                               | ゲーム『金色のコルダ2』関連曲                                              |
| 12月17日 | BLEACH BEAT COLLECTION 4th SESSION 04 ICHIGO KUROSAKI &RUKIA KUCHIKI                                           | 黒崎一護（森田成一） | 「変わらない言葉」                                                           | テレビアニメ『BLEACH』関連曲                                               |
| 12月17日 | BLEACH BEAT COLLECTION 4th SESSION 04 ICHIGO KUROSAKI &RUKIA KUCHIKI                                           | 黒崎一護（森田成一）、朽木ルキア（折笠富美子） | 「glow」                                                                     | テレビアニメ『BLEACH』関連曲                                               |
| 2009年   | | |                                                                              |                                                                            |
| 2月11日  | 金色のコルダ2 〜SWEET♪TWINKLE〜                                                                                | 火原和樹（森田成一） | 「Romantic Stage」                                                           | ゲーム『金色のコルダ2』関連曲                                              |
| 5月27日  | 金色のコルダ 〜secondo passo〜 主題歌                                                                          | stella quintet+ | 「蒼穹のスコア 〜The score in blue〜」                                       | テレビアニメ『金色のコルダ 〜secondo passo〜』オープニングテーマ           |
| 6月10日  | 金色のコルダ 〜secondo passo〜 SWEET&JOY<♭>                                                                    | 火原和樹（森田成一） | 「if」                                                                       | テレビアニメ『金色のコルダ 〜secondo passo〜』関連曲                       |
| 9月30日  | 金色のコルダ2 f アンコール 〜graduation〜                                                                      | 志水桂一（福山潤）、火原和樹（森田成一）、柚木梓馬（岸尾だいすけ）、金澤紘人（石川英郎）、王崎信武（小西克幸） | 「Hallelujah -ハレルヤ-」                                                    | ゲーム『金色のコルダ2 f アンコール』関連曲                                 |
| 9月30日  | 金色のコルダ2 f アンコール 〜graduation〜                                                                      | 火原和樹（森田成一） | 「卒業 〜For You〜」                                                         | ゲーム『金色のコルダ2 f アンコール』関連曲                                 |
| 9月30日  | BLEACH BREATHLESS COLLECTION 01:ICHIGO KUROSAKI with ZANGETSU                                                  | 黒崎一護（森田成一） | 「RAINBOW」                                                                  | テレビアニメ『BLEACH』関連曲                                               |
| 9月30日  | BLEACH BREATHLESS COLLECTION 01:ICHIGO KUROSAKI with ZANGETSU                                                  | 黒崎一護（森田成一） with 斬月（菅生隆之） | 「VERSUS」                                                                   | テレビアニメ『BLEACH』関連曲                                               |
| 10月10日 | S.S.D.S.キャラクターソング 愛の熱唱シリーズ Vol.1 Yumi-bum                                                     | 弓岡蔵人（森田成一） | 「Night&Day 〜想〜」                                                         | 舞台『Super Stylish Doctors Story』関連曲                                  |
| 10月14日 | ネオロマンス フレンズ                                                                                          | 風早（井上和彦）、オスカー（堀内賢雄）、レイン（高橋広樹）、月森蓮（谷山紀章）、ナーサティヤ（置鮎龍太郎）、フランシス（杉田智和）、ベルナール（平川大輔）、火原和樹（森田成一） | 「Promised Rainbow 15th ver.」                                               | ライブイベント『ネオロマンス 15thアニバーサリー』テーマソング              |
| 10月21日 | ミラクル☆トレイン 〜大江戸線へようこそ〜OPテーマ「montage」                                                    | 六本木史（KENN）、新宿凛太郎（置鮎龍太郎）、汐留行（梶裕貴）、両国逸巳（森田成一） | 「montage」                                                                  | テレビアニメ『ミラクル☆トレイン 〜大江戸線へようこそ〜』オープニングテーマ |
| 12月23日 | ミラクル☆トレイン 〜大江戸線へようこそ〜キャラクターソング Vol.6 両国逸巳                                      | 両国逸巳（森田成一） | 「FRAGILE EXPRESS」 「線路は走るよ6の字に 〜大江戸線へようこそ・両国ver.〜」 | テレビアニメ『ミラクル☆トレイン 〜大江戸線へようこそ〜』関連曲             |
| 2010年   | | |                                                                              |                                                                            |
| 3月24日  | 金色のコルダ3 〜熱き心の調べよ〜                                                                               | 八木沢雪広（伊藤健太郎）、火積司郎（森田成一）、水嶋新（岸尾だいすけ） | 「BLUE SKY BLUE」                                                            | ゲーム『金色のコルダ3』テーマソング                                        |
| 3月24日  | 金色のコルダ3 〜熱き心の調べよ〜                                                                               | 如月響也（福山潤）、如月律（小西克幸）、榊大地（内田夕夜）、水嶋悠人（水橋かおり）、八木沢雪広（伊藤健太郎）、火積司郎（森田成一）、水嶋新（岸尾だいすけ）、東金千秋（谷山紀章）、土岐蓬生（石川英郎）、冥加玲士（日野聡）、天宮静（宮野真守）、七海宗介（増田ゆき）                      | 「BLUE SKY BLUE」                                                            | ゲーム『金色のコルダ3』テーマソング                                        |
| 9月15日  | 金色のコルダ3 〜旋律は深く甘美く〜                                                                             | 火積司郎（森田成一） | 「沈まない夕陽」                                                             | ゲーム『金色のコルダ3』関連曲                                              |
| 12月15日 | ブリコン 〜BLEACH CONCEPT COVERS〜                                                                             | 黒崎一護（森田成一） | 「*〜アスタリスク〜」                                                        | テレビアニメ『BLEACH』関連曲                                               |
| 2011年   | | |                                                                              |                                                                            |
| 8月24日  | TIGER & BUNNY キャラクターソング2 正義の声が聞こえるかい                                                       | タイガー&バーナビー | 「正義の声が聞こえるかい」                                                   | テレビアニメ『TIGER & BUNNY』関連曲                                        |
| 8月24日  | TIGER & BUNNY キャラクターソング2 正義の声が聞こえるかい                                                       | バーナビー・ブルックスJr.（森田成一） | 「POWER OF JUSTICE」                                                         | テレビアニメ『TIGER & BUNNY』関連曲                                        |
| 10月19日 | TIGER & BUNNY ORIGINAL SOUNDTRACK                                                                              | B.T.B | 「夏の恋はお疲れサマー」                                                     | テレビアニメ『TIGER & BUNNY』関連曲                                        |
| 12月14日 | ブリコン 〜BLEACH CONCEPT COVERS〜 2                                                                           | 黒崎一護（森田成一） | 「今宵、月が見えずとも」 「Save The One, Save The All」                      | テレビアニメ『BLEACH』関連曲                                               |
| 2012年   | | |                                                                              |                                                                            |
| 2月8日   | TIGER & BUNNY キャラクターソングアルバム BEST OF HERO                                                          | バーナビー・ブルックスJr.（森田成一） | 「No Farewell」                                                              | テレビアニメ『TIGER & BUNNY』関連曲                                        |
| 2月8日   | TIGER & BUNNY キャラクターソングアルバム BEST OF HERO                                                          | タイガー&バーナビー | 「You are the HERO!!」                                                       | テレビアニメ『TIGER & BUNNY』関連曲                                        |
| 10月31日 | 劇場版 TIGER & BUNNY -The Beginning- ORIGINAL SOUNDTRACK                                                       | バーナビー・ブルックスJr.（森田成一） | 「Happy Birthday to me & us」                                                | 劇場アニメ『TIGER & BUNNY -The Beginning-』関連曲                          |
| 2013年   | | |                                                                              |                                                                            |
| 3月27日  | 金色のコルダ3 〜恋慕の歓喜〜                                                                                   | 火積司郎（森田成一） | 「キンセンカ」                                                               | ゲーム『金色のコルダ3』関連曲                                              |
| 3月27日  | TIGER & BUNNY-SINGLE RELAY PROJECT-CIRCUIT OF HERO Vol.1                                                       | バーナビー・ブルックスJr.（森田成一） | 「See ya!!」                                                                 | テレビアニメ『TIGER & BUNNY』関連曲                                        |
| 3月27日  | TIGER & BUNNY-SINGLE RELAY PROJECT-CIRCUIT OF HERO Vol.1                                                       | ローズ&バーナビー | 「悲しみMasquerade」                                                         | テレビアニメ『TIGER & BUNNY』関連曲                                        |
| 4月26日  | 乙女執事が歌ってみた3 水月潤                                                                                   | 水月潤（森田成一） | 「ひとしずく」                                                               | キャラクターCD『乙女執事シリーズ』関連曲                                   |
| 7月24日  | 金色のコルダ 10th Anniversary CD （2） 火原和樹＆柚木梓馬＆王崎信武                                            | 火原和樹（森田成一）、柚木梓馬（岸尾だいすけ） | 「友情スクラム☆」                                                            | ゲーム『金色のコルダ』関連曲                                               |
| 7月27日  | ネオロマンスフェスタ 金色のコルダ 〜Featuring 4 Schools〜 Waterside Harmony／Ambitious ‐青雲の志で‐            | 八木沢雪広（伊藤健太郎）、火積司郎（森田成一）、水嶋新（岸尾だいすけ） | 「Ambitious -青雲の志で-」                                                   | ゲーム『金色のコルダ3』関連曲                                              |
| 7月27日  | ネオロマンスフェスタ 金色のコルダ 〜Featuring 4 Schools〜 Waterside Harmony／Ambitious ‐青雲の志で‐            | 八木沢雪広（伊藤健太郎）、火積司郎（森田成一）、水嶋新（岸尾だいすけ）、狩野航（岡本寛志）、伊織浩平（山本圭一郎） | 「Ambitious -青雲の志で-【特別バージョン】」                                 | ゲーム『金色のコルダ3』関連曲                                              |
| 9月7日   | ネオロマンスフェスタ 金色のコルダ 10th Birthday ♪MUSICA♪ 〜金色の絆〜                                          | リリ（水橋かおり） feat.月森蓮（谷山紀章）、土浦梁太郎（伊藤健太郎）、志水桂一（福山潤）、火原和樹（森田成一）、柚木梓馬（岸尾だいすけ）、冬海笙子（佐藤朱） | 「♪MUSICA♪ 〜金色の絆〜」                                                    | ゲーム『金色のコルダ』関連曲                                               |
| 11月14日 | ぷよぷよ ヴォーカルトラックス Vol.2                                                                            | シェゾ（森田成一） | 「The gorgeous man who defile the God」                                      | ゲーム『ぷよぷよ』関連曲                                                   |
| 12月25日 | キングダム飛翔編 キャラクターソングミニアルバム -闘-                                                           | 信（森田成一） | 「飛矢の如く」                                                               | テレビアニメ『キングダム 第2シリーズ』関連曲                               |
| 12月25日 | キングダム飛翔編 キャラクターソングミニアルバム -智-                                                           | 信（森田成一） | 「飛矢の如く -智Ver.- 」                                                     | テレビアニメ『キングダム 第2シリーズ』関連曲                               |
| 2014年   | | |                                                                              |                                                                            |
| 1月29日  | 八犬伝―東方八犬異聞― Blu-ray 11 初回限定版 イメージソングCD Vol.11                                             | 犬江仁（代永翼）、葉月（森田成一） | 「Silent Sky」                                                               | テレビアニメ『八犬伝―東方八犬異聞―』関連曲                                 |
| 3月26日  | S.S.D.S. ボーカルアルバム 〜Romantic Pulse〜                                                                   | 弓岡蔵人（森田成一） | 「Want Your LUV」 「Night&Day 〜想〜」                                       | 舞台『Super Stylish Doctors Story』関連曲                                  |
| 5月28日  | 金色のコルダ Blue♪Sky focus on 至誠館高校                                                                      | 火積司郎（森田成一） | 「Again」                                                                    | テレビアニメ『金色のコルダ Blue♪Sky』関連曲                                |
| 5月28日  | 金色のコルダ Blue♪Sky focus on 至誠館高校                                                                      | 至誠館高校吹奏楽部 | 「Andante 〜featuring 至誠館高 -TV size-」                                   | テレビアニメ『金色のコルダ Blue♪Sky』エンディングテーマ                    |
| 5月28日  | 金色のコルダ3 AnotherSky feat. 至誠館                                                                          | 火積司郎（森田成一） | 「GREEN FOREST GREEN」                                                       | ゲーム『金色のコルダ3 AnotherSky feat. 至誠館』関連曲                      |
| 5月28日  | 金色のコルダ3 AnotherSky feat. 至誠館                                                                          | 八木沢雪広（伊藤健太郎）、火積司郎（森田成一）、水嶋新（岸尾だいすけ）、水嶋悠人（水橋かおり）、長嶺雅紀（保村真） | 「GREEN FOREST GREEN」                                                       | ゲーム『金色のコルダ3 AnotherSky feat. 至誠館』関連曲                      |
| 5月30日  | ネオロマンス・フェスタ 金色のコルダ Featuring 至誠館高校 〜TANDEM RIDE／青春エブリディ！〜                     | 八木沢雪広（伊藤健太郎）、火積司郎（森田成一）、水嶋新（岸尾だいすけ）、長嶺雅紀（保村真）、狩野航（岡本寛志）、伊織浩平（山本圭一郎）、江波紫音（菅沼久義） | 「Ambitious -青雲の志で-【「featuring 至誠館高校」バージョン】」             | ゲーム『金色のコルダ3 AnotherSky feat. 至誠館』関連曲                      |
| 6月25日  | 『劇場版 TIGER & BUNNY -The Rising-』オリジナルサウンドトラック                                                | バーナビー・ブルックスJr.（森田成一）、ゴールデンライアン（中村悠一） | 「The Rising -Theme for APOLLON-」                                           | 劇場アニメ『TIGER & BUNNY -The Rising-』関連曲                             |
| 8月20日  | 金色のコルダ Blue♪Sky focus on 星奏学院                                                                        | 星奏学院オーケストラ部、至誠館高校吹奏楽部、神南高校管弦楽部、横浜天音学園室内楽部 | 「Andante〜featuring All of Main Characters」                                | テレビアニメ『金色のコルダ Blue♪Sky』第12話エンディングテーマ              |
| 8月27日  | TIGER & BUNNY-SINGLE RELAY PROJECT-CIRCUIT OF HERO Vol.8                                                       | タイガー&バーナビー in HERO ALL STARS | 「オリオンをなぞる -HERO Ver.-」                                             | テレビアニメ『TIGER & BUNNY』関連曲                                        |
| 10月22日 | 金色のコルダ Blue♪Sky DVD&Blu-ray BOX 豪華版 Special CD                                                        | 火積司郎（森田成一） | 「Andante 〜featuring SHIRO」                                                | テレビアニメ『金色のコルダ Blue♪Sky』関連曲                                |
| 2015年   | | |                                                                              |                                                                            |
| 1月28日  | ダイヤのA エンディングテーマ FINAL VICTORY                                                                     | 青道高校野球部 | 「FINAL VICTORY」                                                            | テレビアニメ『ダイヤのA』エンディングテーマ                                |
| 3月25日  | 黒子のバスケ キャラクターソング SOLO SERIES Vol.17 灰崎祥吾                                                    | 灰崎祥吾（森田成一） | 「BUCK WILD」 「TYRANT」                                                     | テレビアニメ『黒子のバスケ』関連曲                                         |
| 2016年   | | |                                                                              |                                                                            |
| 3月30日  | ヴォーカル集 金色のコルダ プロジェクトff & More                                                                | 火原和樹（森田成一）、金澤紘人（石川英郎） | 「Re:CANTATA」                                                               | ゲーム『金色のコルダ2』関連曲                                              |
| 11月30日 | バラエティCD 金色のコルダ4 〜JOYFUL2〜                                                                         | 火積司郎（森田成一） | 「JOYFUL」                                                                   | ゲーム『金色のコルダ4』関連曲                                              |
| 11月30日 | バラエティCD 金色のコルダ4 〜JOYFUL2〜                                                                         | 如月響也（福山潤）、如月律（小西克幸）、榊大地（内田夕夜）、水嶋悠人（水橋かおり）、八木沢雪広（伊藤健太郎）、火積司郎（森田成一）、水嶋 新（岸尾だいすけ）、東金千秋（谷山紀章）、土岐蓬生（石川英郎）、冥加玲士（日野聡）、天宮静（宮野真守）、七海宗介（増田ゆき）、須永巧（武内駿輔） | 「JOYFUL」                                                                   | ゲーム『金色のコルダ4』関連曲                                              |
| 2017年   | | |                                                                              |                                                                            |
| 7月26日  | Collar×Malice Character CD vol.1 柳愛時                                                                        | 柳愛時（森田成一） | 「True dawn」                                                                | ゲーム『Collar×Malice』関連曲                                              |
| 9月9日   | ネオロマンス・フェスタ 金色のコルダ 星奏学院祭６ 〜forever forever〜                                           | 火原和樹（森田成一） | 「forever forever」                                                          | ゲーム『金色のコルダ2ff』関連曲                                            |
| 9月9日   | ネオロマンス・フェスタ 金色のコルダ 星奏学院祭６ 〜forever forever〜                                           | stella quintet | 「forever forever」                                                          | ゲーム『金色のコルダ2ff』関連曲                                            |
| 9月27日  | バラエティCD 金色のコルダ スペシャル 3B with Kanayan ”MISSION：B×B×B DECADE”                                   | 火原和樹（森田成一） | 「NOT A HERO」                                                               | ゲーム『金色のコルダ』関連曲                                               |
| 2018年   | | |                                                                              |                                                                            |
| 7月7日   | K SEVEN STORIES Episode 6「Circle Vision 〜Nameless Song〜」アイドルK〈Kiss!Kiss!Kiss!〉CD付全国特別共通鑑賞券 | 伊佐那社（浪川大輔）、夜刀神狗朗（小野大輔）、八田美咲（福山潤）、伏見猿比古（宮野真守）、比水流（興津和幸）、御芍神紫（森田成一） | 「Kiss!Kiss!Kiss!」                                                          | 劇場アニメ『K SEVEN STORIES』関連曲                                        |
| 2019年   | | |                                                                              |                                                                            |
| 3月13日  | 金色のコルダ オクターブ テーマソング〜『OCTAVE 〜奇跡の鐘を鳴らそう〜』＆『SONGS』〜                           | 火積司郎（森田成一） | 「SONGS」                                                                    | ゲーム『金色のコルダ オクターブ』関連曲                                    |
| 3月13日  | 金色のコルダ オクターブ テーマソング〜『OCTAVE 〜奇跡の鐘を鳴らそう〜』＆『SONGS』〜                           | 火積司郎（森田成一）、水嶋 新（岸尾だいすけ）、土岐蓬生（石川英郎）、天宮静（宮野真守）、七海宗介（増田ゆき） | 「SONGS」                                                                    | ゲーム『金色のコルダ オクターブ』関連曲                                    |
| 3月13日  | 金色のコルダ オクターブ テーマソング〜『OCTAVE 〜奇跡の鐘を鳴らそう〜』＆『SONGS』〜                           | 八木沢雪広（伊藤健太郎）、火積司郎（森田成一）、水嶋 新（岸尾だいすけ）、東金千秋（谷山紀章）、土岐蓬生（石川英郎）、冥加玲士（日野聡）、天宮静（宮野真守）、七海宗介（増田ゆき） | 「SONGS」                                                                    | ゲーム『金色のコルダ オクターブ』関連曲                                    |
| 2020年   | | |                                                                              |                                                                            |
| 3月25日  | ヴォーカル集 金色のコルダ4 VOICEFUL                                                                            | 火積司郎（森田成一） | 「春景色」                                                                   | ゲーム『金色のコルダ4』関連曲                                              |
| 2021年   | | |                                                                              |                                                                            |
| 3月3日   | 金色のコルダ スターライトオーケストラ ① Start Up 〜星奏学院〜                                                  | 竜崎疾風（森田成一） | 「FACE IT!」                                                                 | ゲーム『金色のコルダ スターライトオーケストラ』関連曲                      |

### その他参加楽曲
| 発売日   | 商品名                                                                       | 歌                               | 楽曲 | 備考                                           |
| 2005年   | 2005年                                                                       | 2005年                           | 2005年 | 2005年                                         |
| -------- | ---------------------------------------------------------------------------- | -------------------------------- | --- | ---------------------------------------------- |
| 9月23日  | Bland-new∞JUNCTION                                                           | 森久保祥太郎、杉田智和、森田成一 | 「Bland-new∞JUNCTION」 | ラジオ『スウィートジャンクション』テーマソング |
| 2006年   |                                                                              |                                  | |                                                |
| 2月22日  | 非公認! 聖飢魔IIカヴァーアルバム 『VOICE』                                   | 森田成一                         | 「EL. DORADO」 |                                                |
| 2007年   |                                                                              |                                  | |                                                |
| 9月19日  | 百歌声爛 -男性声優編-                                                        | 森田成一                         | 「戦え! 仮面ライダーV3」〜 「コンバトラーVのテーマ」〜 「真赤なスカーフ」〜 「バビル2世」〜 「鋼鉄ジーグのうた」〜 「ドロロンえん魔くん」〜 「異次元ストーリー」〜 「よろしくチューニング」〜 「君は何かができる」〜 「勇者ライディーン」 |                                                |
| 2012年   |                                                                              |                                  | |                                                |
| 12月19日 | ROCKMAN HOLIC 〜 the 25th Anniversary 〜                                     | team. ROCKMAN HOLIC              | 「X-Buster」 | ゲーム「ロックマンシリーズ」関連曲             |
| 12月19日 | ROCKMAN HOLIC 〜 the 25th Anniversary 〜                                     | 森田成一                         | 「Flash in the Dark」 | ゲーム「ロックマンシリーズ」関連曲             |
| 2014年   |                                                                              |                                  | |                                                |
| 4月23日  | ディズニー 声のドリーム・デュエット                                          | 森田成一、折笠富美子             | 「愛の芽生え」 |                                                |
| 2022年   |                                                                              |                                  | |                                                |
| 7月27日  | [Re:collection] HIT SONG cover series feat.voice actors〜00's-10's EDITION〜 | 森田成一                         | 「蕾（つぼみ）」 |                                                |
| 2023年   |                                                                              |                                  | |                                                |
| 12月6日  | SID Tribute Album -Anime Songs-                                              | 森田成一                         | 「乱舞のメロディ」 |                                                |